# Științe auxiliare ale istoriei

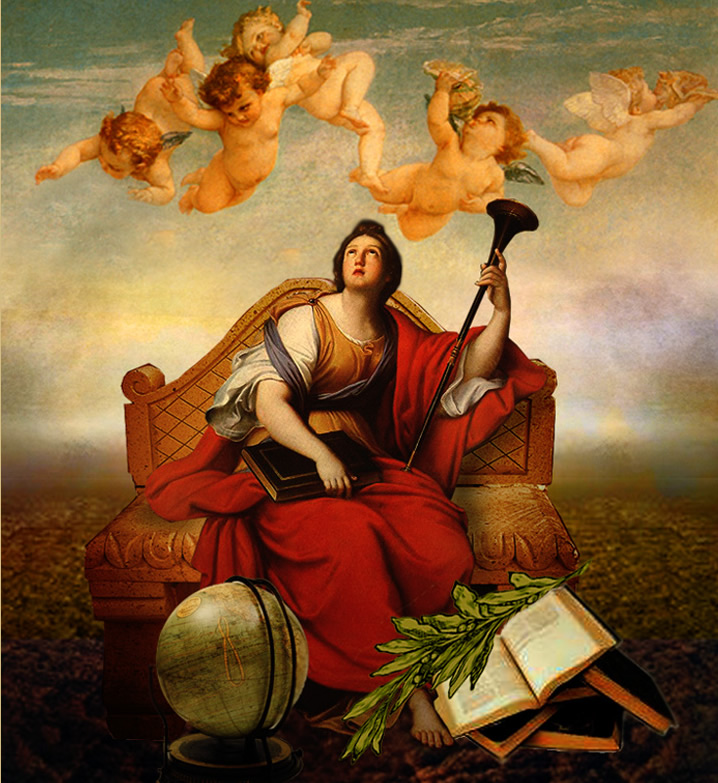
Muza Istoriei, Clio - Pierre Mignard

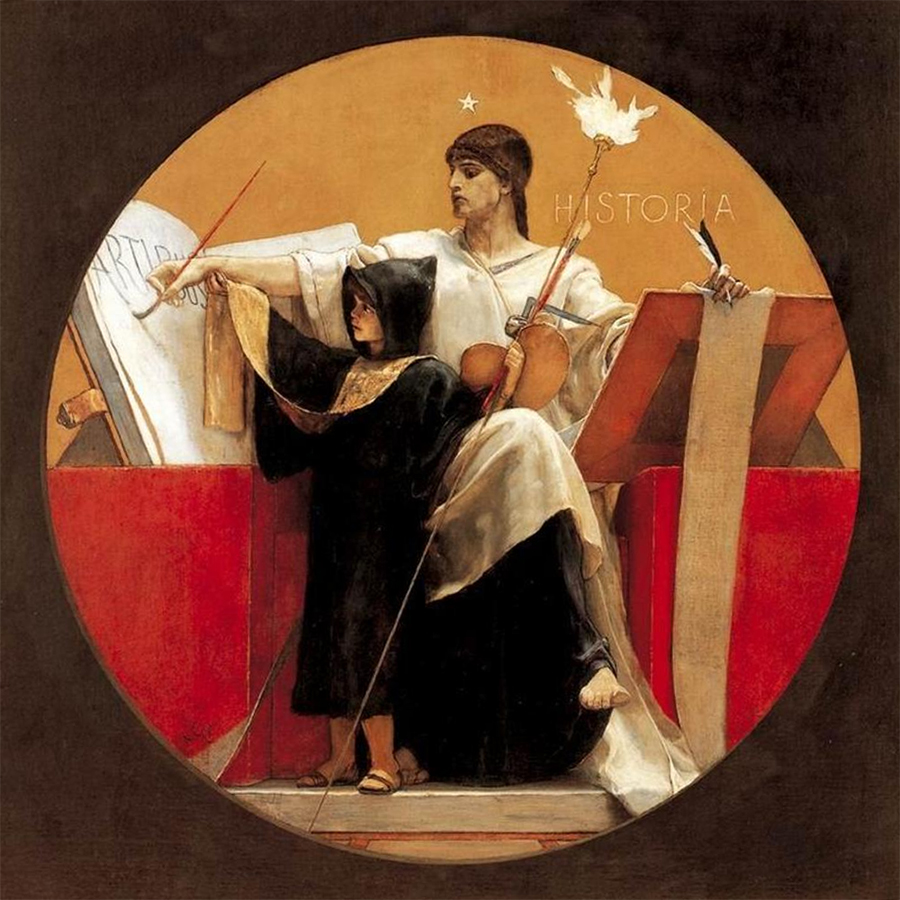
Istoria personificata

Științele auxiliare ale istoriei sunt totalitatea științelor care studiază izvoarele documentare și elaborează metodologia cercetării acestora. De-a lungul timpului s-au dat diverse definiții și clasificări ale ale acestor științe în funcție de impactul asupra studiului istoric cât și în funcție de calitatea datelor utilizate. Reținem aici clasificarea lui Aurelian Sacerdoțeanu care considera că științele auxiliare ale istoriei pot fi majore, de unde istoria împrumută rezultate sigure și concluzia, și științele auxiliare minore, de care istoricul se folosește în adunarea, apoi interpretarea izvoarelor istorice în cadrul cercetării.
Științele auxiliare sunt în raport de interdisciplinaritate și reciprocitate cu studiul istoriei propriu-zis. Varietatea și calitatea interpretării izvoarelor istorice se dezvoltă concomitent cu dezvoltarea fiecărei științe în parte, iar identificarea de noi metode de cercetare conduce, în mod firesc, la sporirea numărului de științe care contribuie la investigarea izvoarelor istorice.

## Titulaturǎ și clasificări
Științele Auxiliare sunt un ansamblu de științe care pun în valoare informația documentată cuprinsă de diferite înscrisuri, pentru a fi utilizată la scrierea istoriei. Acestea sunt indispensabile istoricului pentru descifrarea, înțelegerea, stabilirea temporală și spațială a evenimentelor și evaluarea critică a surselor.
Înainte, erau denumite "științe pentru cunoașterea izvoarelor istorice" , "discipline istorice speciale" sau "științe fundamentale ale istoriei". 
"Științe Auxiliare" a fost un termen conceput de istoricul și paleograful austriac, Teodor Sickel în secolul al XIX-lea.
Școala franceză a propus o modalitate de împărțire a științelor în : 
- științe care se ocupă cu studierea mărturiilor figurative- arheologia, etnologia, numismatica, sigilografia, filatelia
- științe care se ocupă cu studierea mărturiilor scrise-epigrafia, papirologia, paleografia, criptologia, diplomatica, onomastica, genealogia, heraldica
- științe care se ocupă cu conservarea și prezentarea mărturiilor-muzeistica, biblioteconomia, codicologia, arhivistica

Științele auxiliare au fost clasificate de către istoricul Aurelian Sacerdoțeanu în : 
- științe auxiliare majore care oferă istoricului concluzii bine conturate: geografia , arheologia, geologia, filologia , antropologia, sociologia, dreptul, filosofia
- științe auxiliare minore ce servesc istoricului ca mijloace pentru a ajunge la concluzii : arhivistica, paleografia, diplomatica, grafologia, cronologia, sigilografia, heraldica, numismatica, medalistica, miniaturistica, genealogia, epigrafia, bibliologia

Geografia oferă informații despre spațiul în care s-au petrecut evenimentele istorice. Filologia, lingvistica, semantica, etimologia, toponimia sau onomastica oferă informații despre limba vorbită de o anumită civilizație. 
Antropologia și etnologia oferă informații despre răspândirea și activitatea omului sau informații despre etnii din cadrul unei civilizații . 
Filosofia și dreptul oferă informații despre gândurile, legile și regimul de guvernământ ale unei civilizații.
O altă clasificare propusă: 
- științe ajutătoare suprapuse cu cele majore: servesc la furnizarea de date gata elaborate și de metode și tehnici proprii de lucru
- științe auxiliare propriu-zise, adică cele minore: servesc la descoperirea informațiilor din documente și verificarea informațiilor existente deja

Istoricul Nicolae Edroiu  a propus clasificarea științelor auxiliare după prelucrarea informațiilor oferite de surse: 
- științe care prelucrează informația oferită de surse: bibliologia, epigrafia, paleografia, codicologia, diplomatica, sigilografia, numismatica
- științe care se ocupă de depozitare și conservare , precum și de analiză și editarea izvoarelor: arhivistica, arheologia
- științe care au un specific aparte: genealogia, cronologia, metrologia

Majoritatea arhiviștilor preferă să clasifice științe auxiliare minore după locul unde se mențin mărturiile: 
- științe auxiliare ce sunt aplicate în arhive: arhivistica, paleografia, diplomatica, cronologia, sigilografia, filatelia, heraldica, genealogia, filigranologia, grafologia, miniaturistică
- științe auxiliare ce sunt aplicate în bibliotecă: bibliologia, codicologia
- științe auxiliare ce sunt practicate în muzee: muzeologia, arheologia, epigrafia, metrologia, numismatica, medalistica, vexilologia

S-au conturat și alte științe de graniță sau de frontieră: 
- geografia istorică
- climatologia istorică
- ecologia istorică
- demografia istorică
- istoria tehnicii

## Științe legate de studierea cărților și a scrisului

### Bibliologia

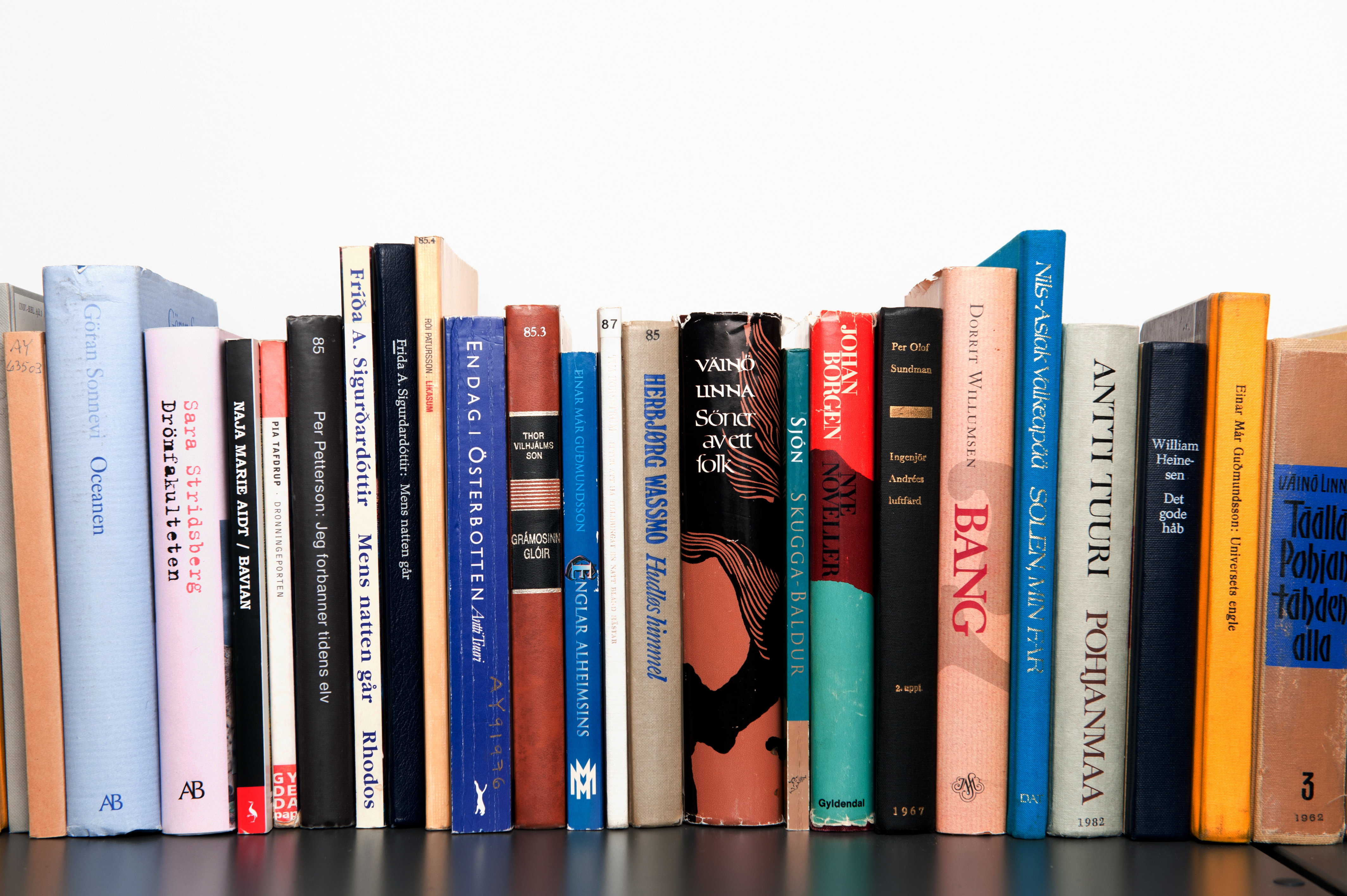
Carti asezate pe raft

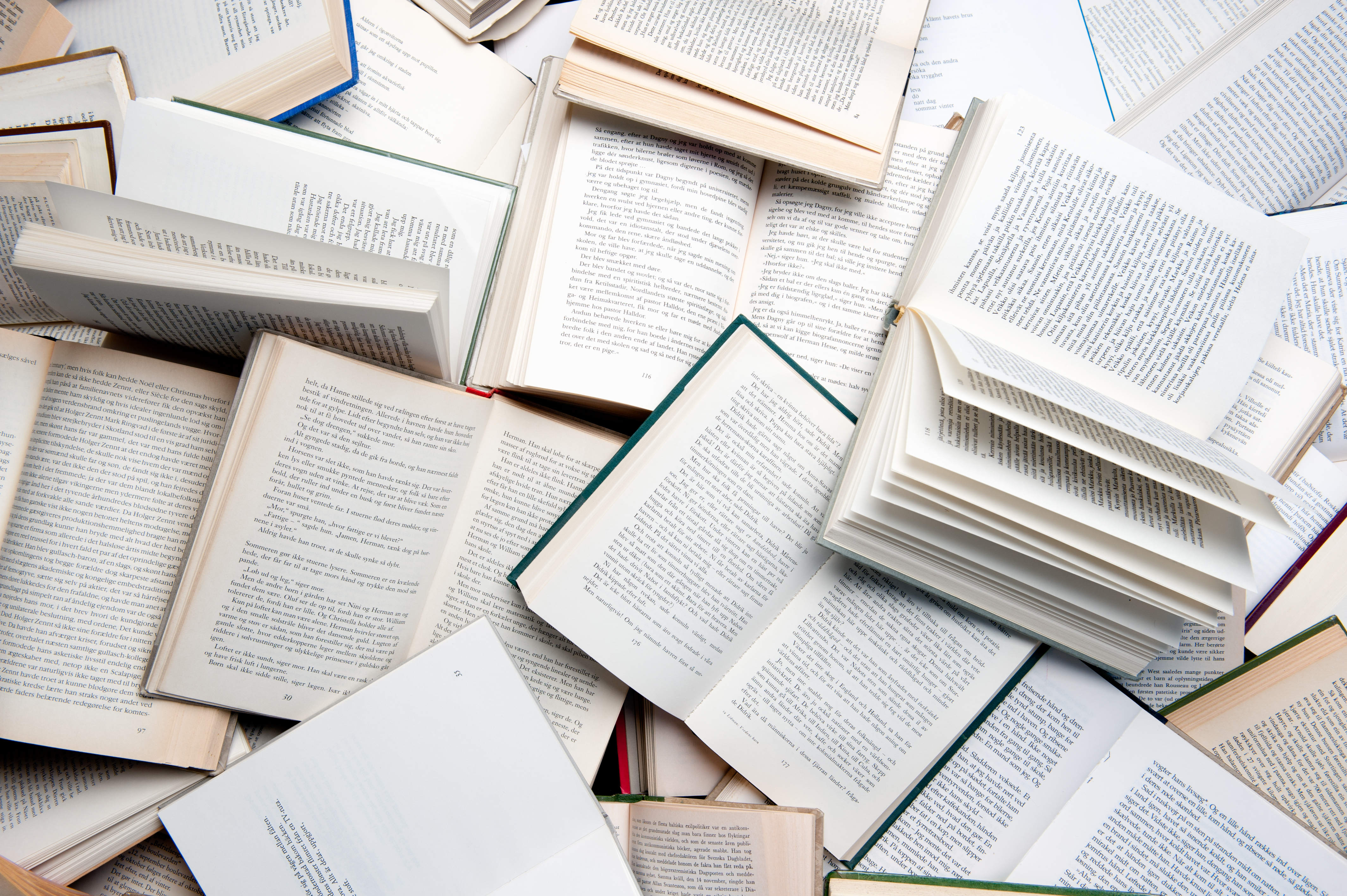
File de carti

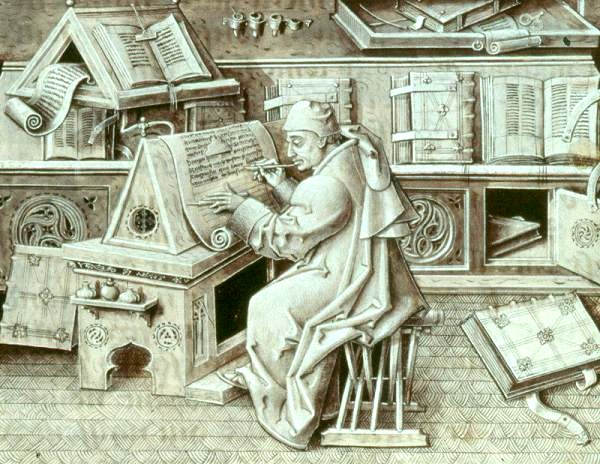
Scrierea manuala a cartilor

Tiparirea cartilor

Bibliologia (din grec. "biblos"-papirus și "logos"-vorbire) este o știință independentă care se ocupă cu studierea scrisului și a cărții, cu istoricul scrisului, tipul de hârtie, tehnica de reproducere, legătură, punerea în circulație, organizarea bibliotecilor și alcătuirea cataloagelor. Bibliologia se referă la știința cărții, o știință care a fost pusă în circulație și s-a fundamentat în secolul al XIX-lea ca disciplină de studiu. 
Bibliologia cuprinde mai multe ramuri în funcție de aspectele cărții: 
- ramură teoretică care se ocupă de istoria scrisului, tiparului, cărții și bibliotecii
- ramură practică care se ocupă de bibliotehnie, biblioteconomie și bibliografie

Cartea este modalitatea de păstrare a textelor și este alcătuită din mai multe file. Fila este unitatea de baza a cărții. Filele sunt așezate în ordine și numerotate după un anumit sistem numeric. 
Cartea de tip manuscris este studiată de codicologia, iar cartea tipărită este studiată de bibliologie.

#### Bibliotehnia
Bibliotehnia este tehnică producerii materiale a unei cărți, care parcurge o serie de etape de la manuscris la forma tipărită. Factorii care asigură realizarea unei cărți sunt: autorul, editorul/redactorul de carte care are un rol decizional în privința condițiilor tehnice, estetice, materiale, tirajului și ilustraților, tehnoredactorul care culege și selecteazǎ, tipografia unde se realizează culegerea și paginarea textului și corecturile și în cele din urmǎ, librarul care vinde și distribuie cărțile.
Foile tipărite sunt împăturite sub forma fascicolelor, care sunt introduse ulterior în coperta. Dintre coperta și colile tipărite se realizează o legătură prin intermediul unei file de protecție-forzaț, urmat de filă de gardǎ, foaia de titlu care cuprinde elementele bibliografice ale cărții, iar la sfârșit se găsește caseta tipografică care conține o serie de informații referitoare la tipărire, precum și erată, o lista a greșelilor de tipar observate după încheierea procesului tipografic și cum anume trebuie să fie citite. 
Alte noțiuni sunt ediție princeps care se referă la prima ediție a unei cărți, ediția bibliofilă ca varianta unei lucrări deosebite, tipărită în condiții grafice/artistice optime, pe hârtie de calitate, cu legături și ilustrații de excepție, ediția postumă care se referă la tipărirea unei opere după moartea autorului și ediția antumă care e o lucrare realizată în timpul vieții autorului.

#### Biblioteconomia

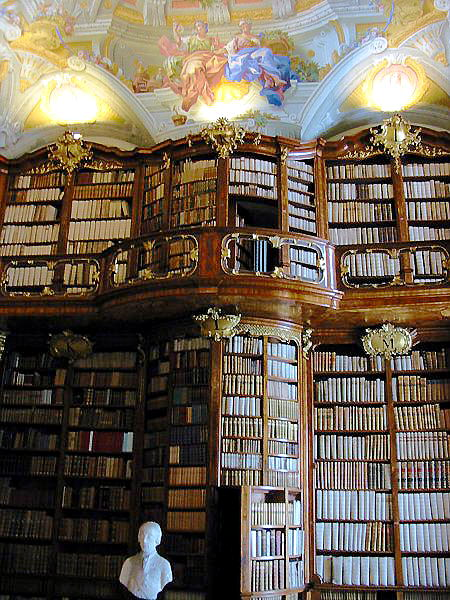
Biblioteca

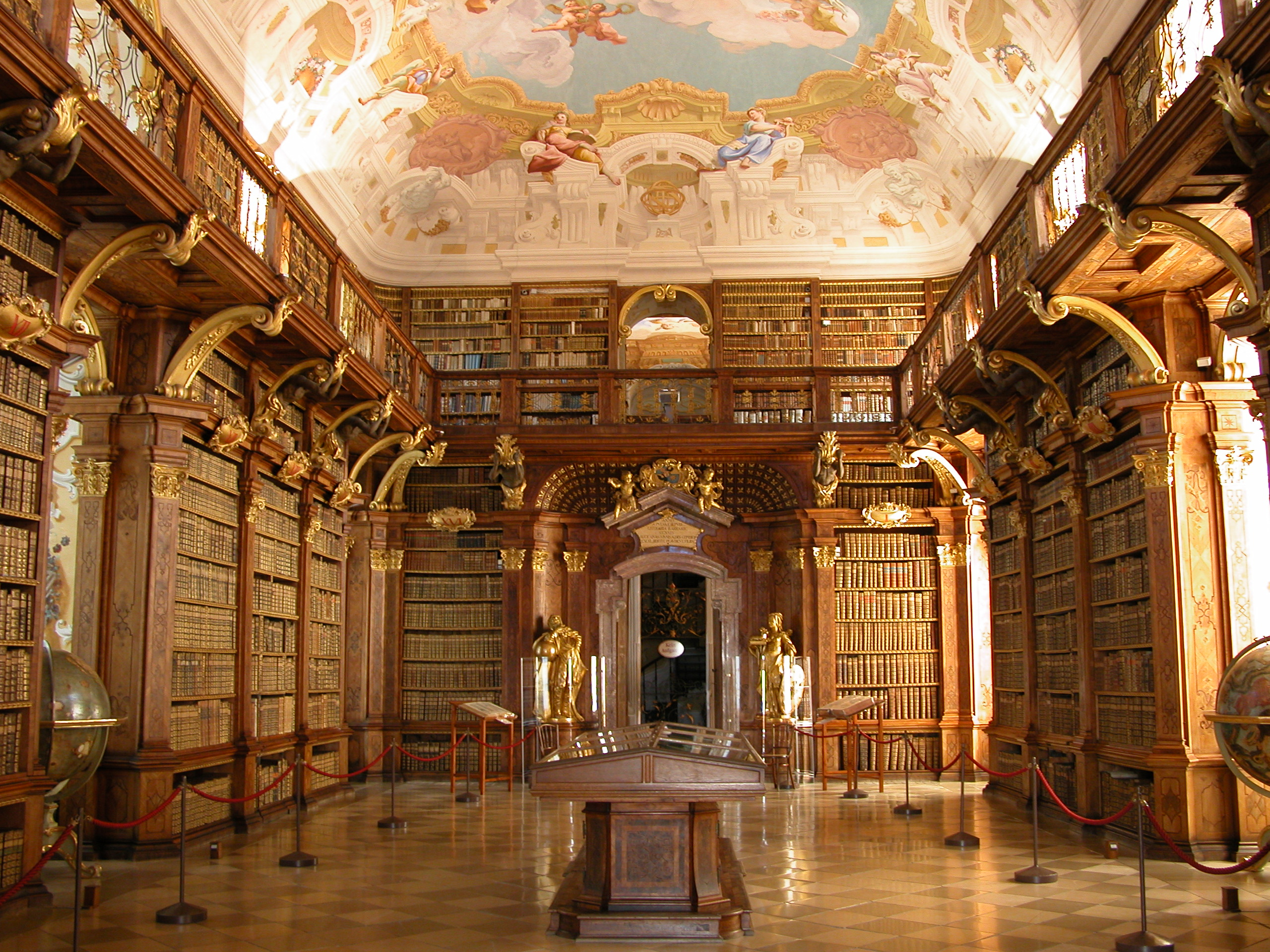
Melk - biblioteca din Austria

Biblioteconomia este o disciplină în cadrul bibliologiei care studiază organizarea și funcționarea bibliotecii, a operațiilor tehnice de inventariere și evidențiere a cărții, igiena cărții, localul împreună cu personalul bibliotecii. 
Cărțile sunt înregistrate și catalogate în sensul notarii datelor bibliografice și a cotei. Pe baza fișelor mobile se alcătuiesc cataloagele și fișierele bibliotecii, organizate după ordine alfabetică sau tematică. Cataloagele pot fi generale care să cuprindă fișele aranjate alfabetic, speciale care să cuprindă fișele anumitor colecții și topografice cu fișe aranjate în ordinea situării cărților în depozite, plus cataloage alcătuite în funcție de categoriile de cititori.

#### Bibliografia

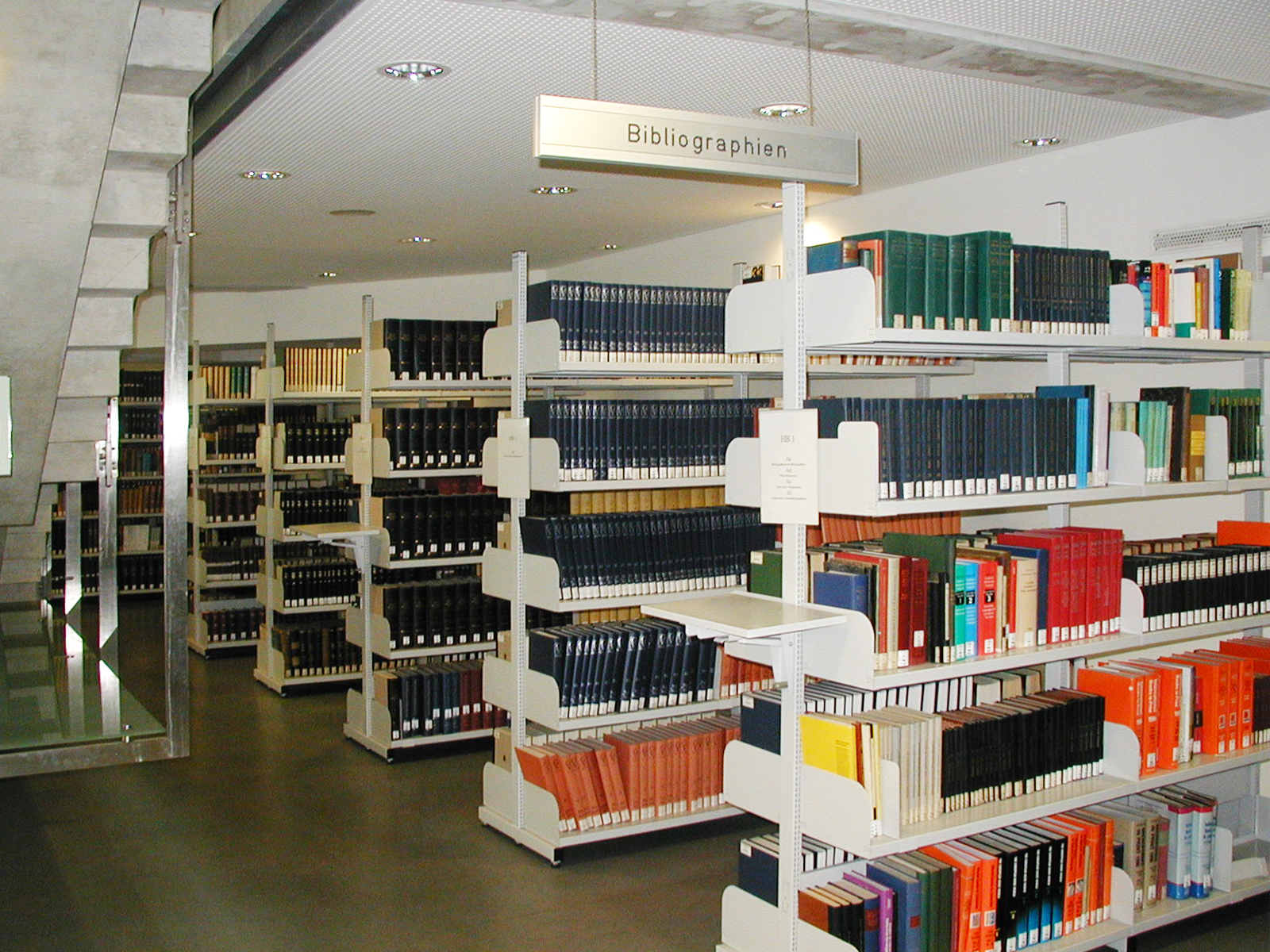
Rafturi cu bibliografii

Bibliografia este ramura în cadrul bibliologiei care se ocupă cu realizarea listelor de lucrări referitoare la un anumit subiect/domeniu, prin strângerea, descrierea și clasarea cărților. Elementele bibliografice sunt reprezentate de autor, titlul întreg al cărții, subtitlul, locul de apariție, anul.

### Codicologia

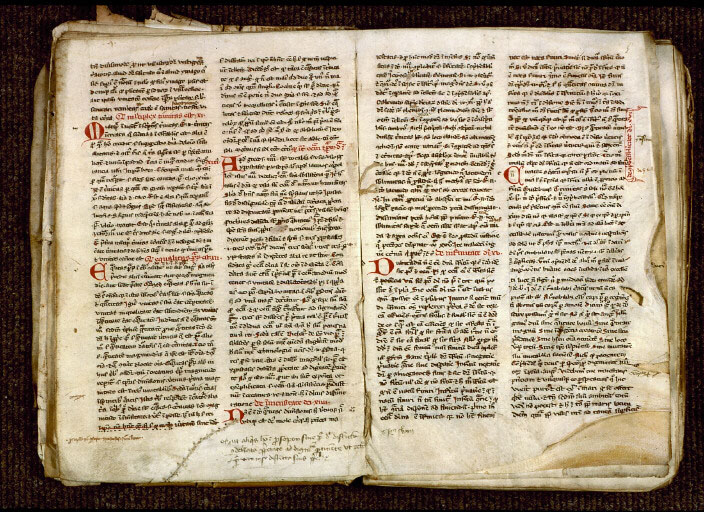
Codex

Codicologia (grec. codex-carte, logos-știință) studiază manuscrisele vechi sub formă de carte, în vederea realizării de cataloage de manuscrise, fiind o disciplină care s-a desprins din paleografie în anii 1950.
Textele din cuprinsul codicelor aparțin literaturii liturghice, de cult, dar sunt și de natură juridică sau istorică.
Manuscrisele erau exemplare de lux, cu format în folio, în Evul Mediu Timpuriu. În Evul Mediu Târziu, dimensiunile s-au micșorat, permițând o circulație mai ușoară pe distanțe mari. Legătură era realizată din plăcute din metal, fildeș sau email pictat. Anterior, erau utilizate scoarțe de lemn, îmbrăcate în piele de vită.
Există patru categorii de manuscrise: 
- manuscrise literare, narative, istorice și religioase
- manuscrise miscelanee, cu texte diverse din perspectiva autorului
- codexuri și manuscrise diplomatice, cu forma codicelor sau registrelor
- manuscrise coligate-alcătuite din documente diplomatice sub formă de original.

### Miniaturistică
Miniaturistica studiază ornamentele textelor (litere ornate, mici picturi, portrete), culoarea, concepția, desenul, perspectiva, tehnica și arta acestora în scopul determinării semnificațiilor și valorii artistice. Portretele realizare în cadrul unor manuscris oferă prin intermediul miniaturisticii informații legate de veșmintele și podoabele purtate de regi, împărați, nobilime sau cler.
Miniatura reprezintă un desen sau o pictură de mici dimensiuni, realizate în culori cu mare finețe, având rolul de a ilustra sau completa conținutul unui text, prin împodobirea frontispiciului, titlului, începutului de capitol sau ia inițialelor, în cadrul cărților-manuscrise.
De la codice,picturile apar și în acte de cancelarie, cuprinzând reprezentarea stemei orașului sau țării, precum și la inițiale.
Dacă inițial, miniaturile erau ridicate la rang de artă, după apariția tiparului, miniaturile au trecut în grafică cărților. 
Sunt utilizate că elemente pentru decor mai ales cele de origine vegetală, elemente zoomorfe și se realizau cu lichize într-o cromatică vie, miniaturile fiind realizate la margine sau la final, având deseori culori precum roșu, auriu și argintiu. Pentru fronispicii erau utilizate cruci, potire, chipuri de sfinți, încadrate într-un chenar de formă dreptunghiulară cu lățimea egală cu cea a textului. Se realizau și miniaturi pe suprafețe mai mari care permiteau observarea artei compoziției: scene biblice, scene de bătălie, încoronări de împărați și regi.
La actele emise de cancelariile regatelor erau ornamentate invocația simbolică (de multe ori crucea), inițiala și monograma, folosindu-se o serie de elemente vegetale. 
Pentru chenare frumos ornamentate, frontispicii cu stema țării sau portrete ale regelui și familiei sale era utilizat lichidul auriu.

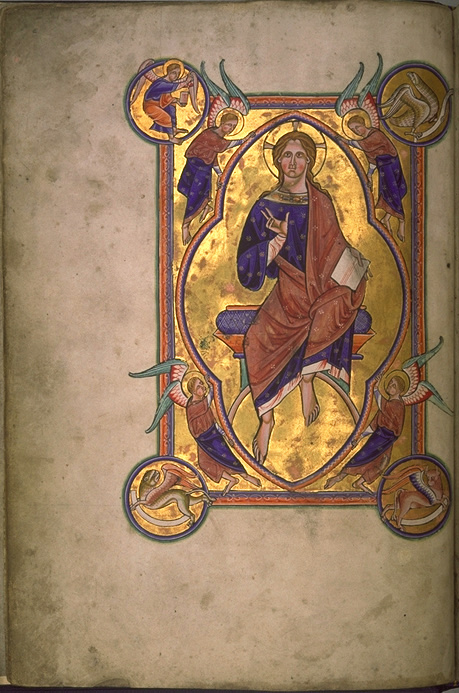
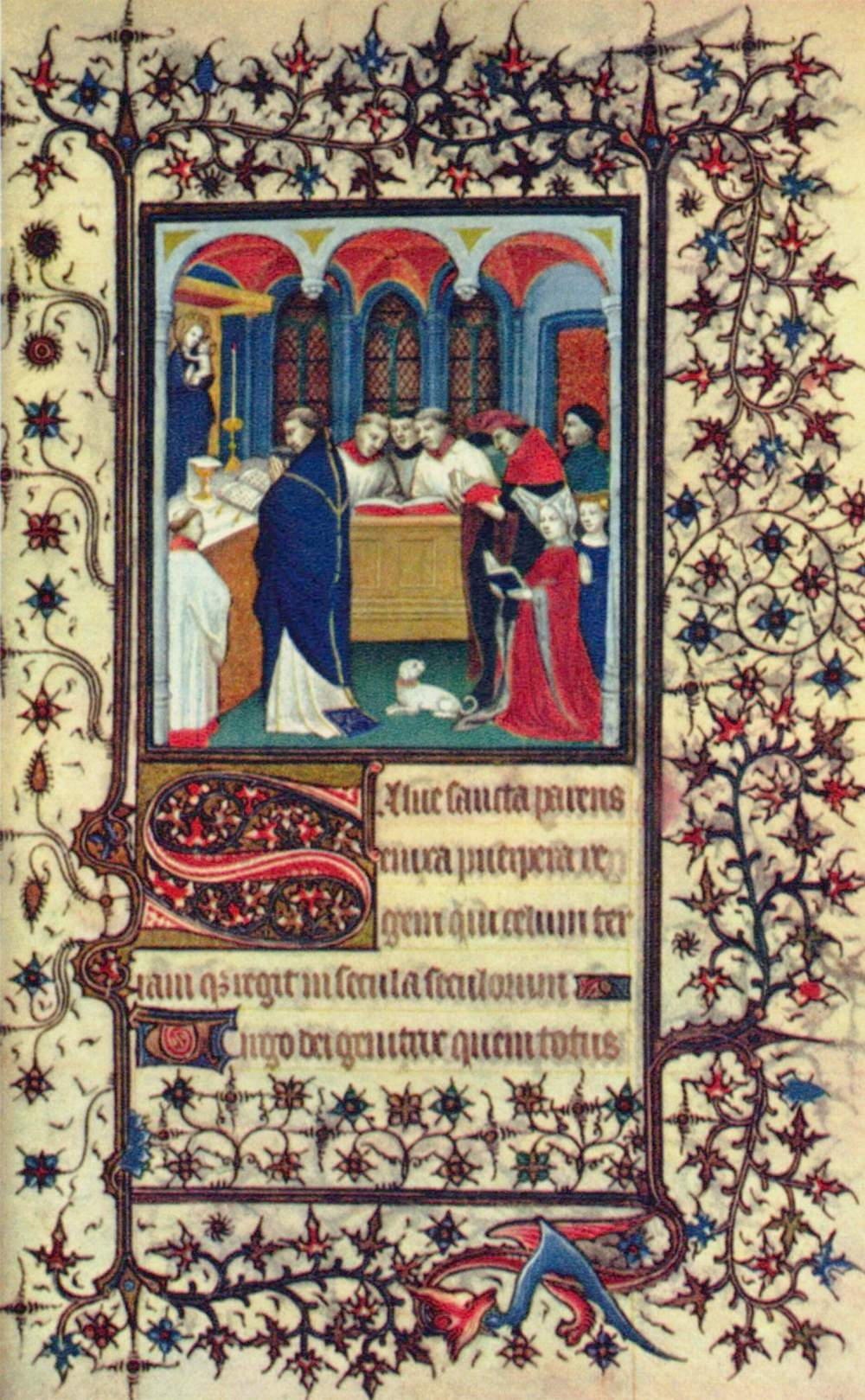
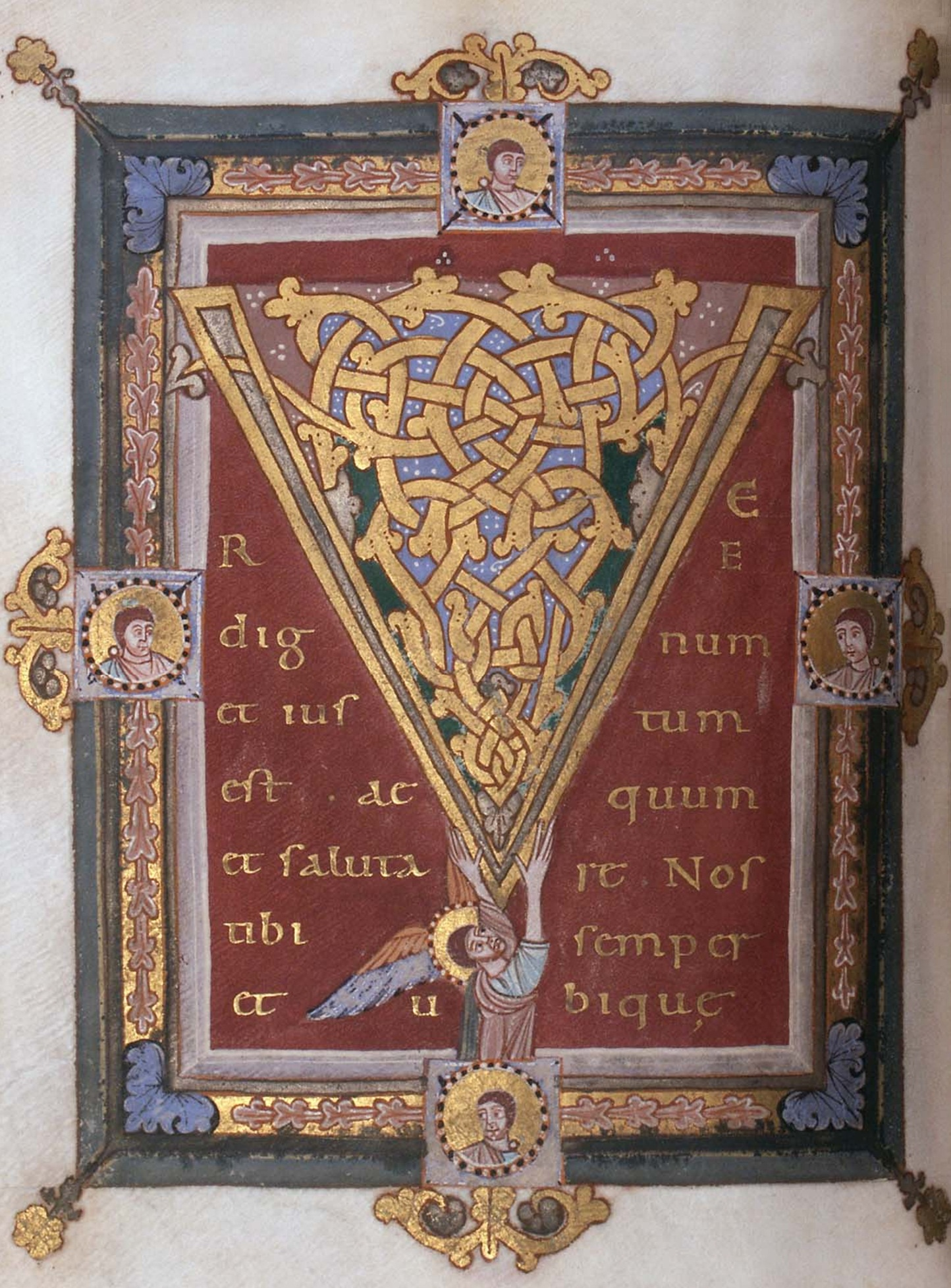
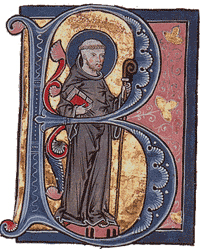
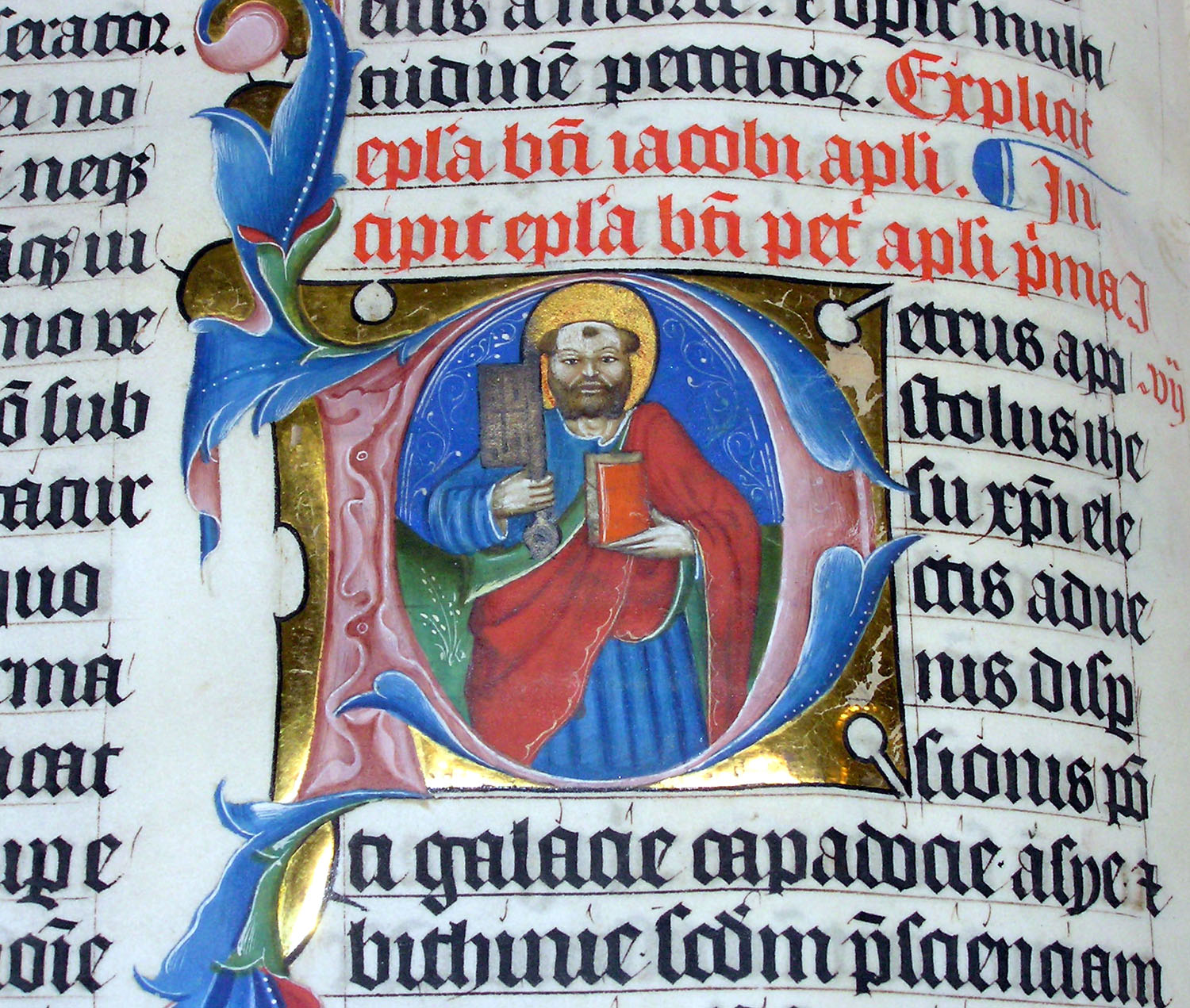
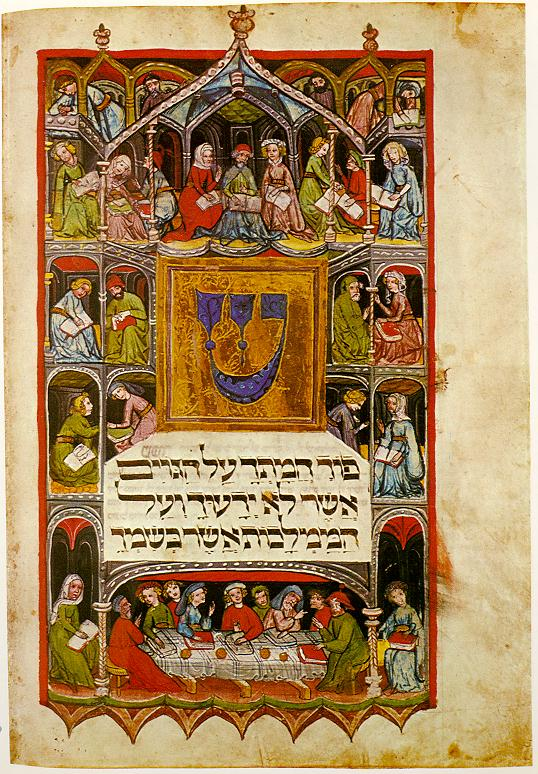
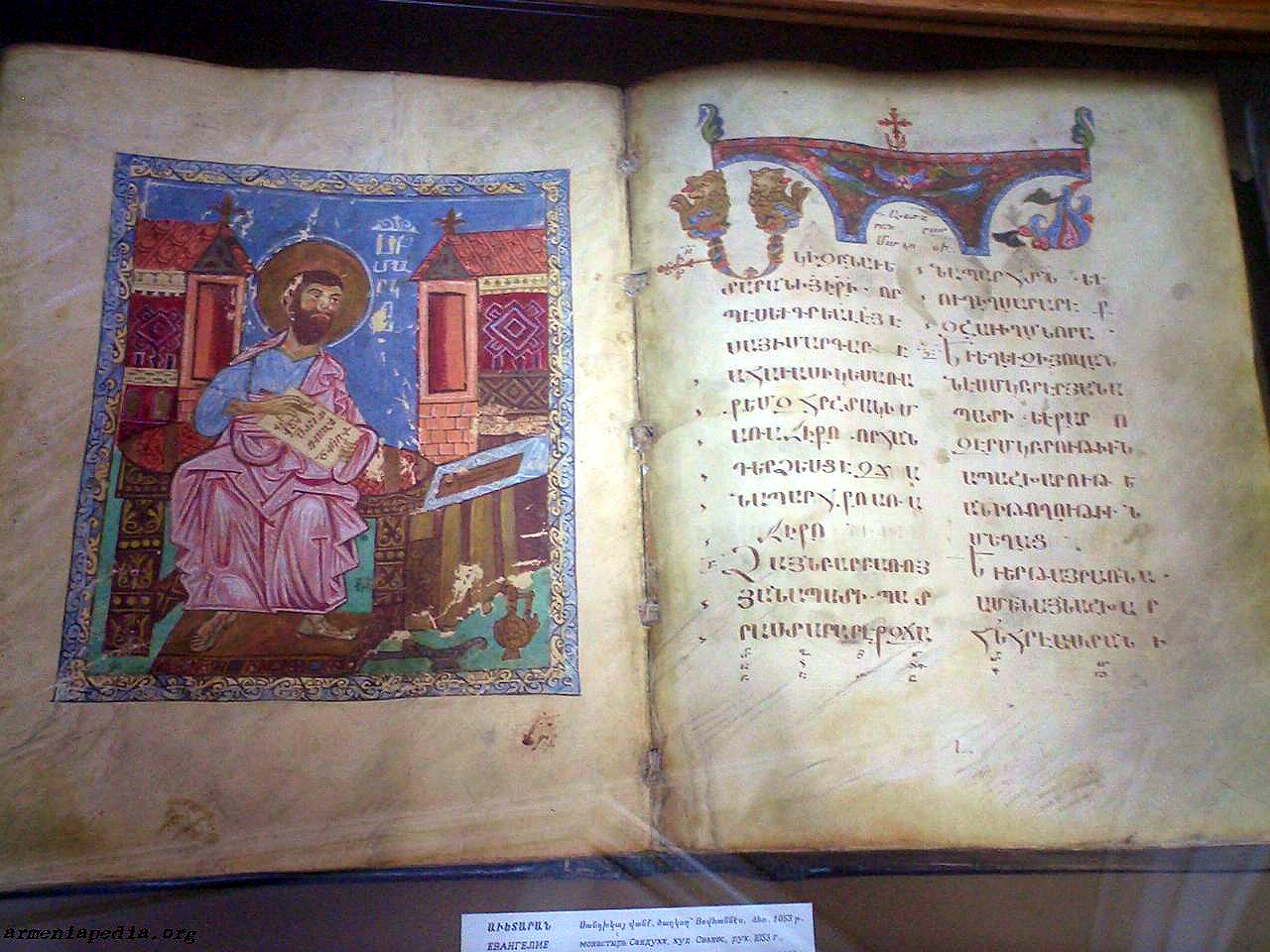
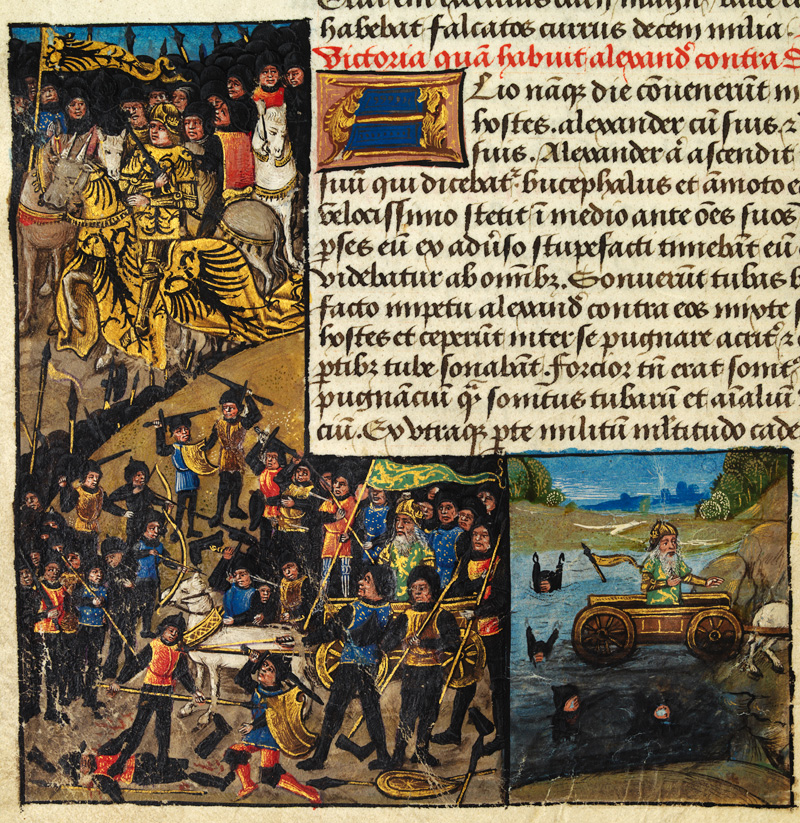
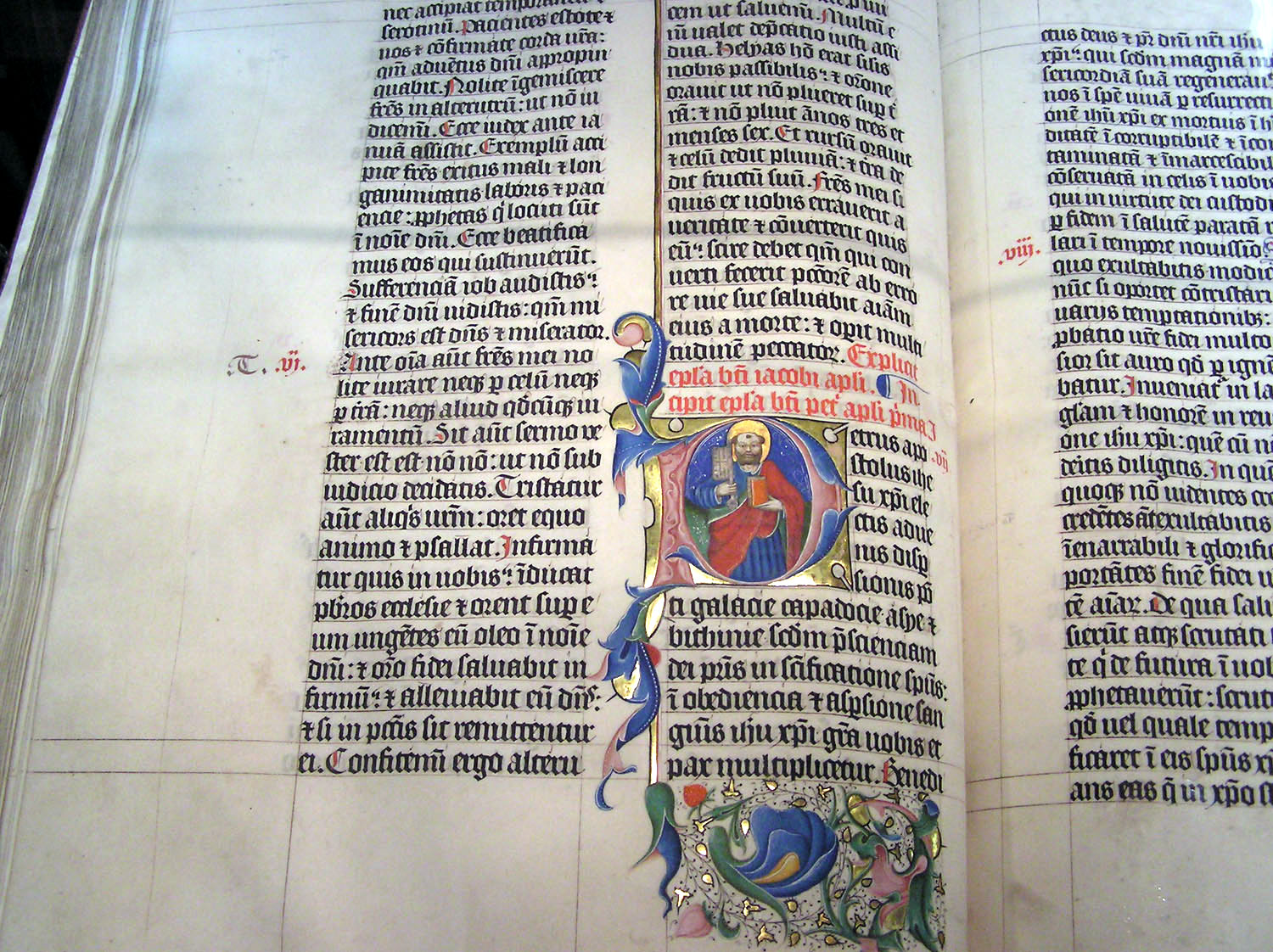
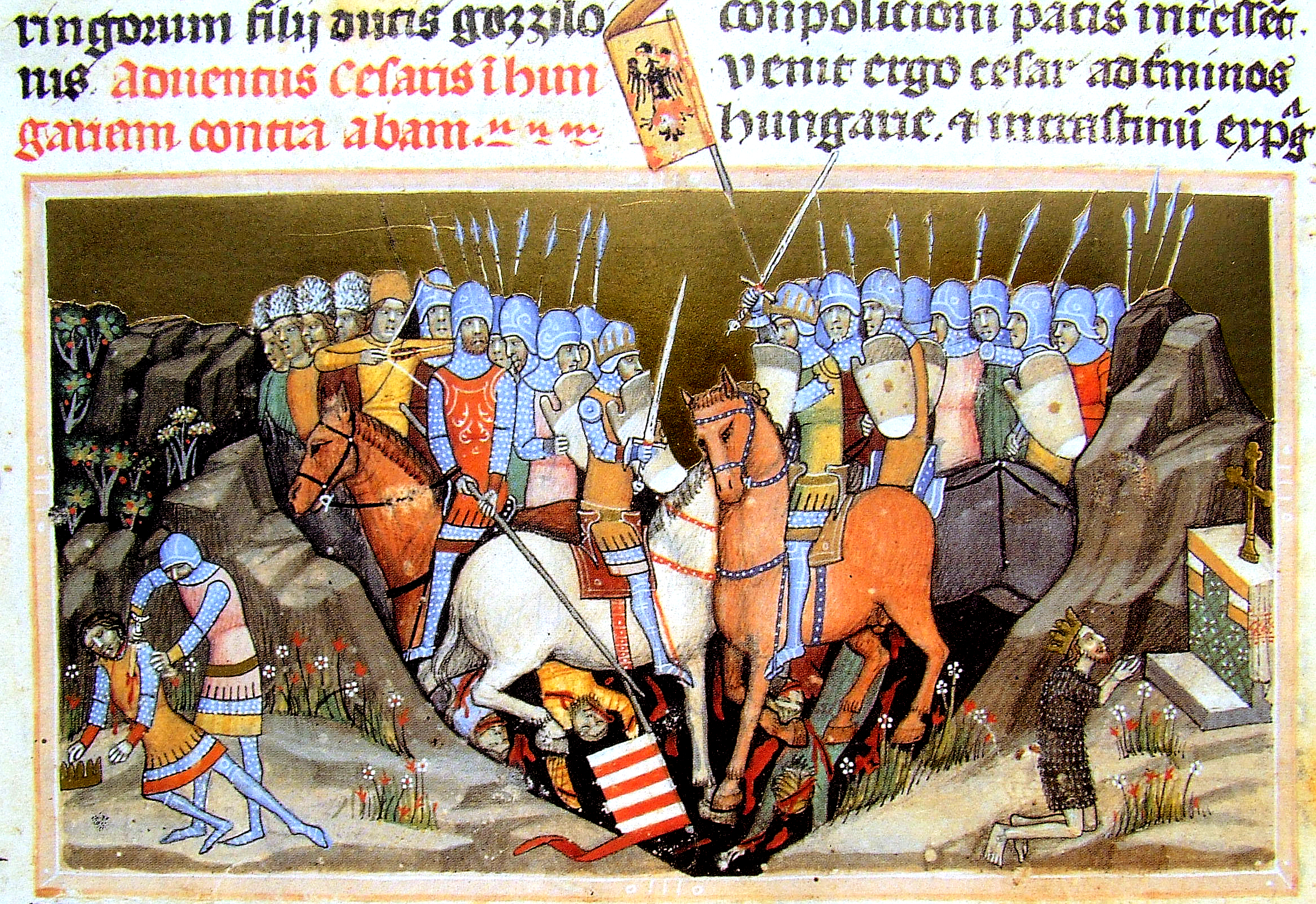
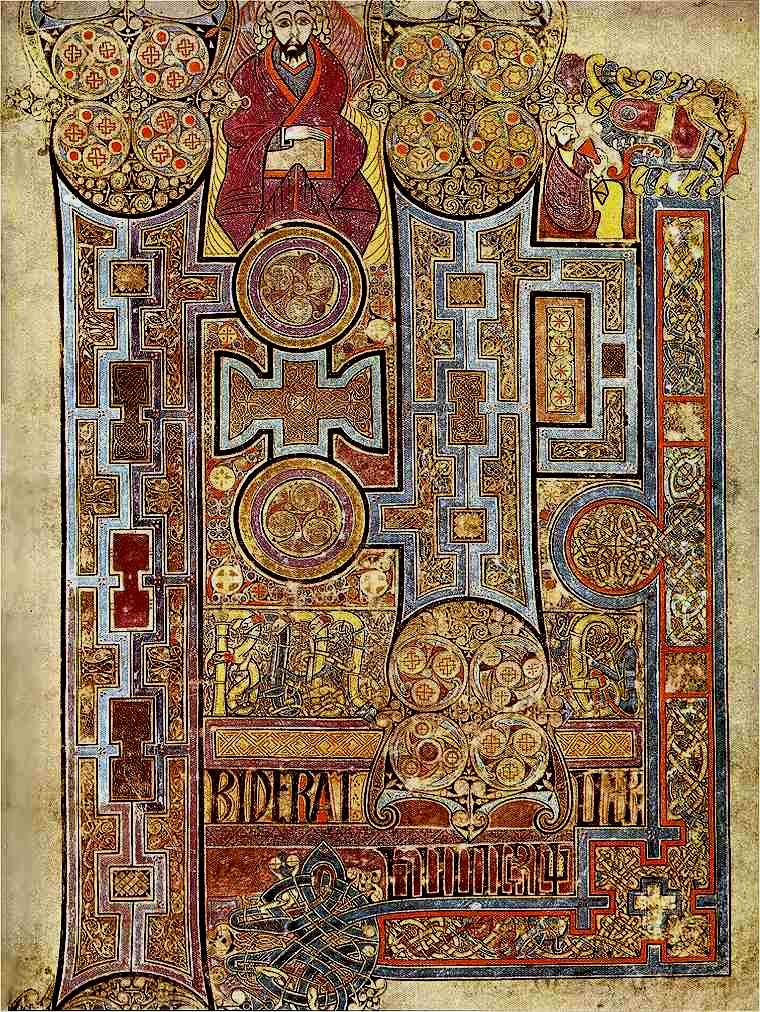

## Științele conexe ale istoriei

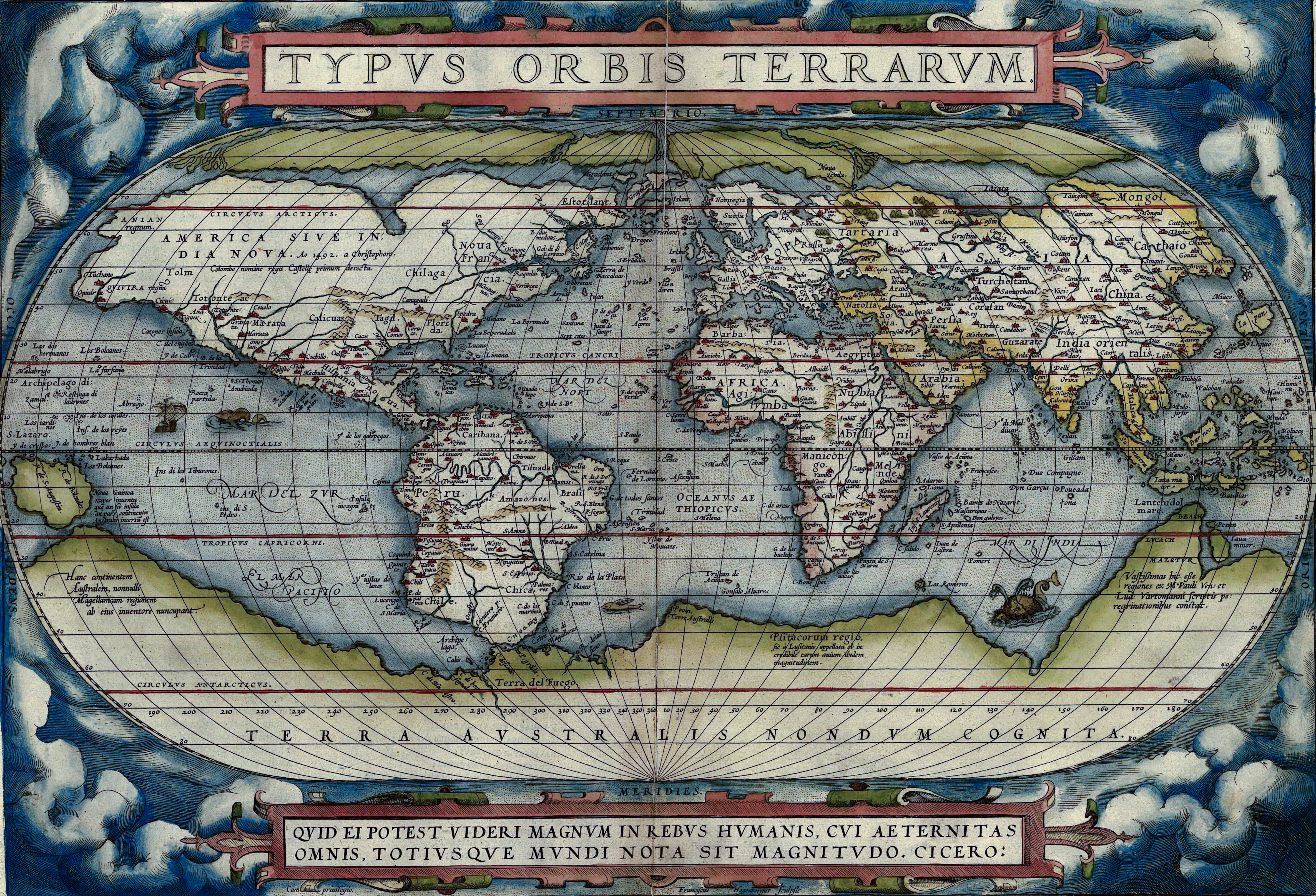
Harta lumii din sec. XVI

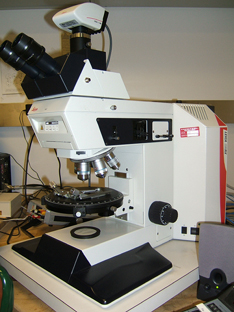
Microscop petrografic

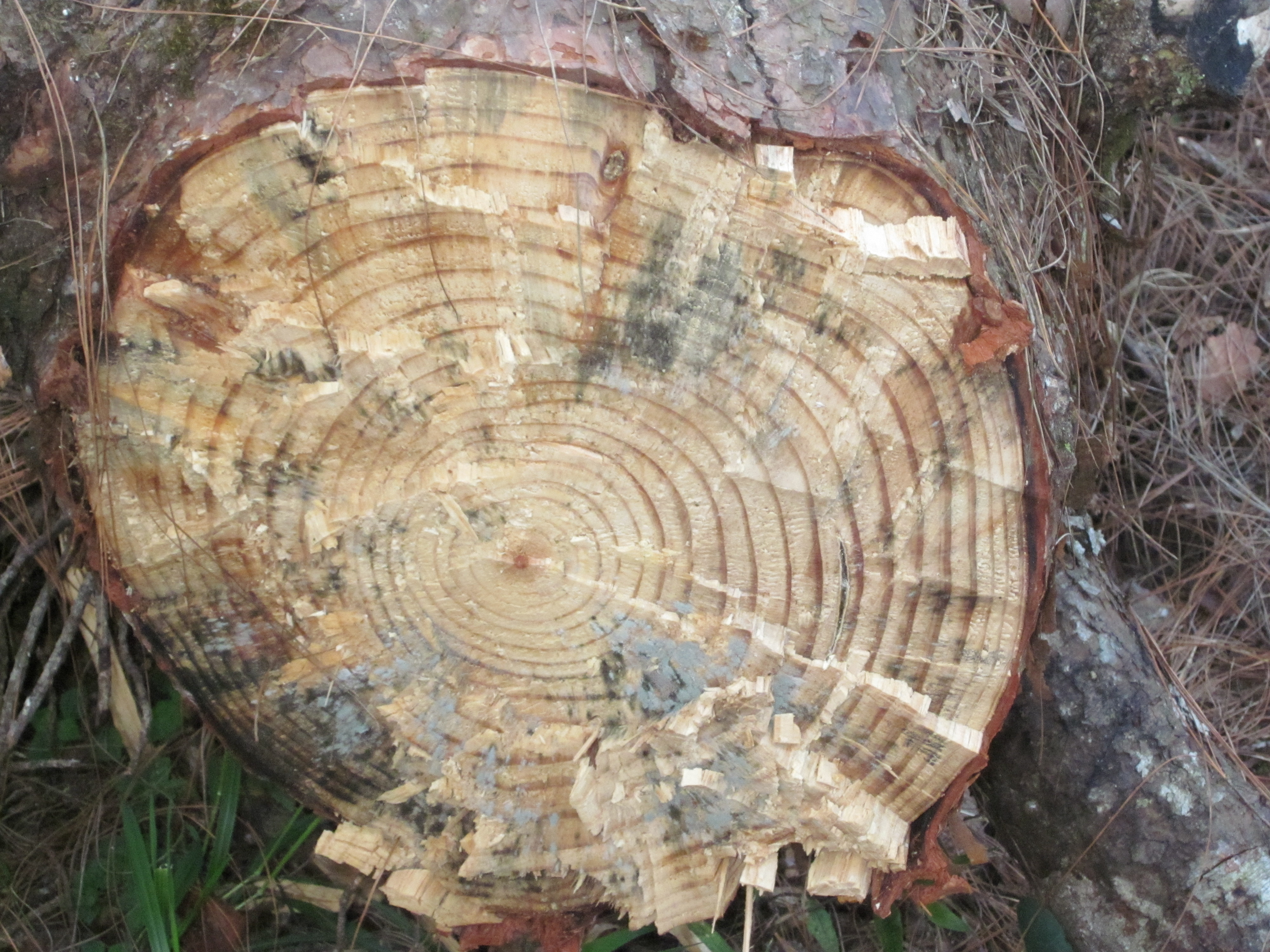
Inelele unui copac

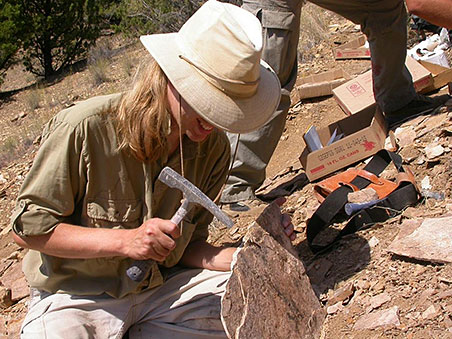
Paleontolog

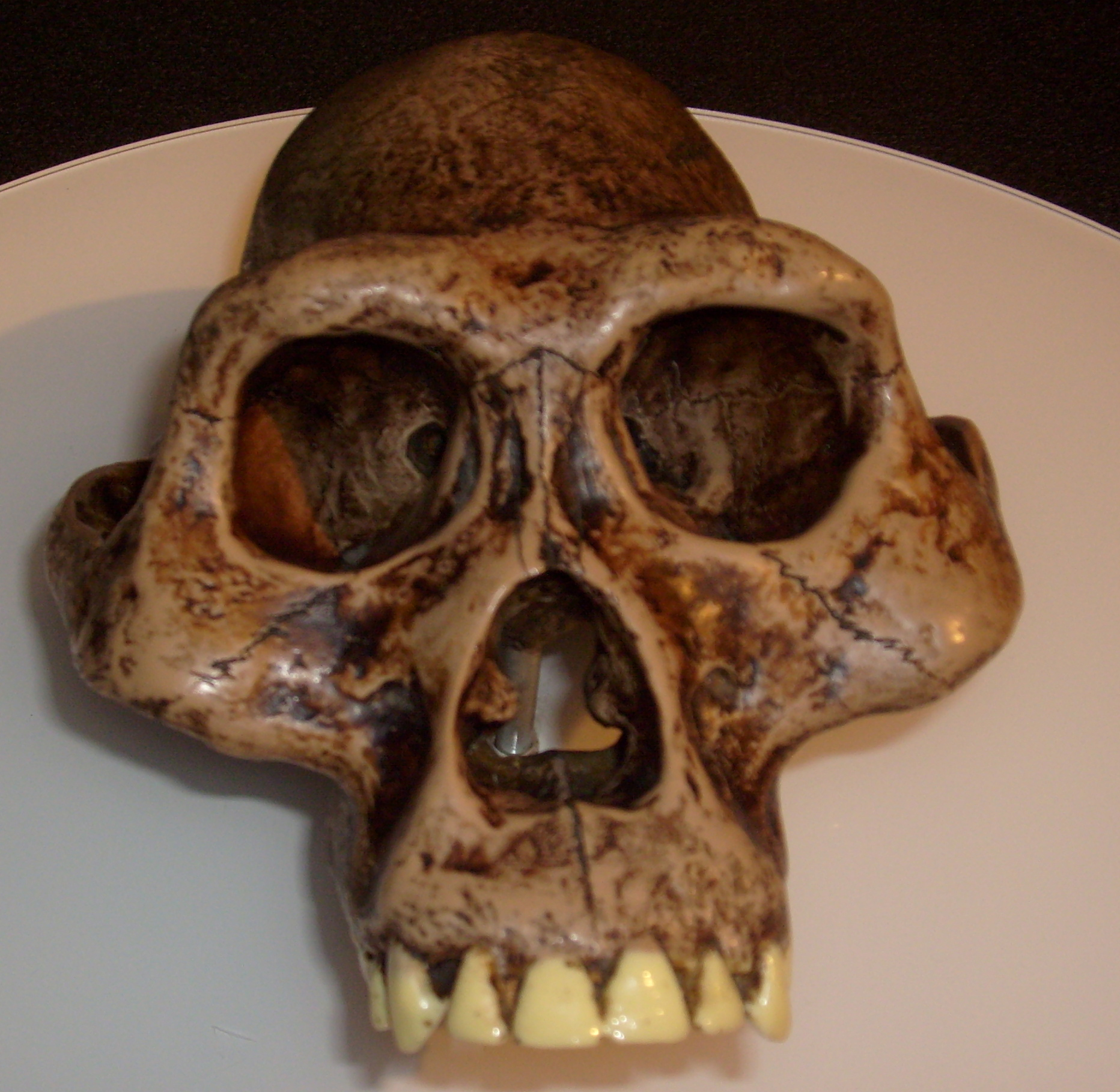
Craniul al unui Australopithecus Afarensis

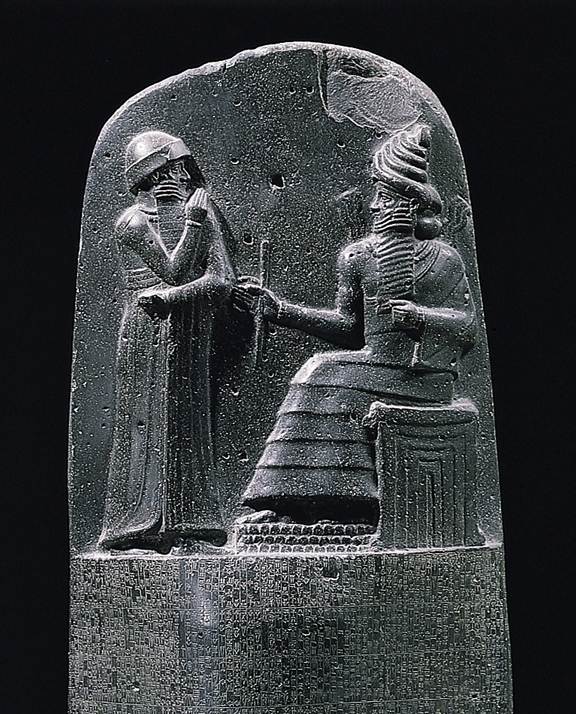
Stela de legi a lui Hammurabi

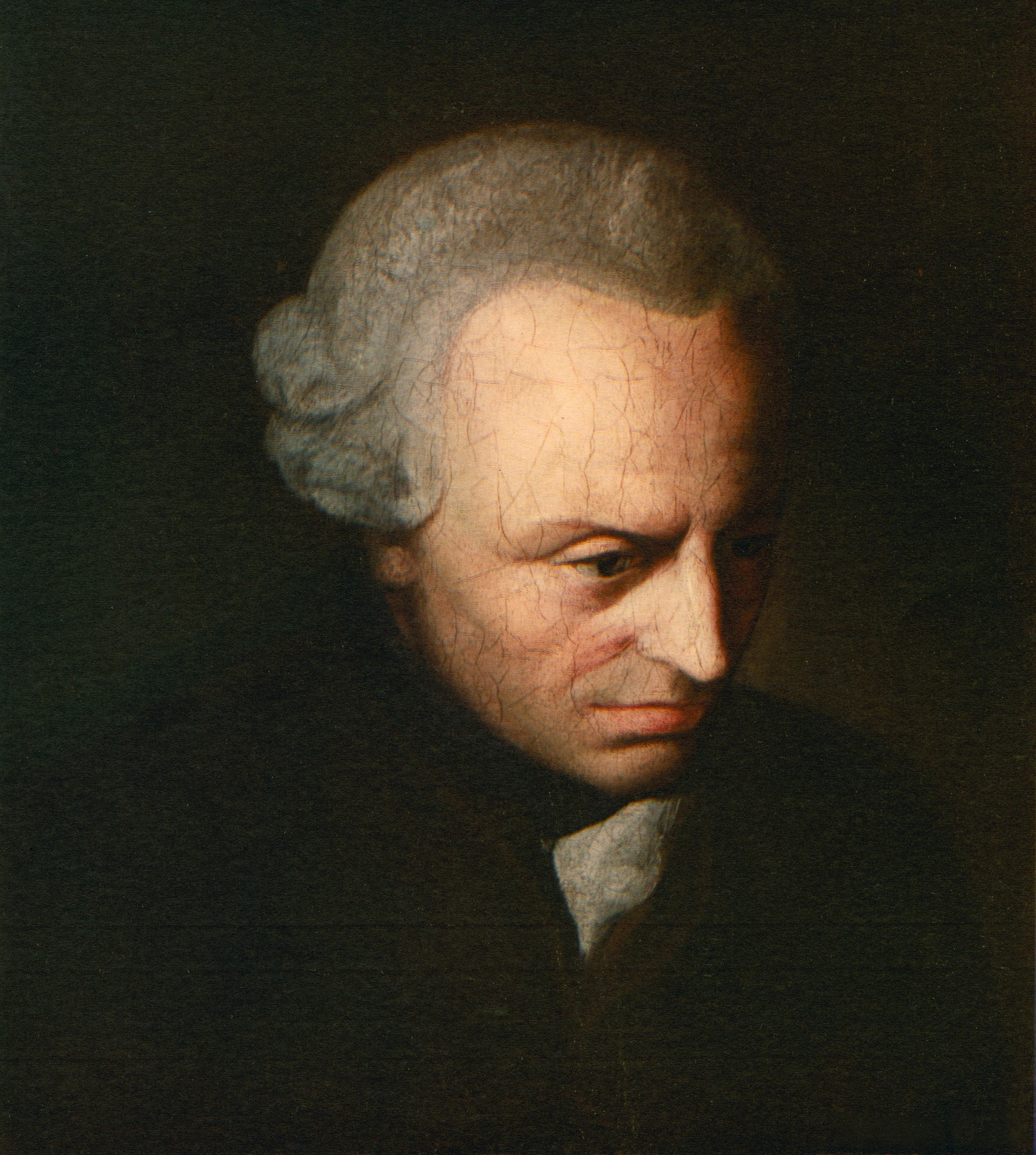
Portretul filosofului Immanuel Kant

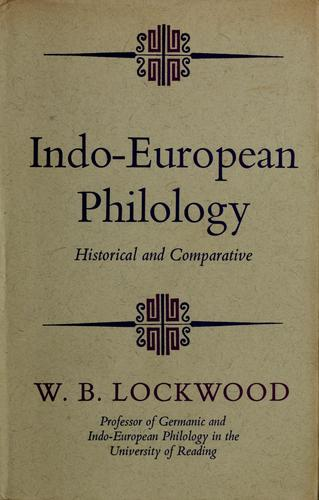
Carte din sec. XVII despre filologia indo-europeana

Științele conexe ale istoriei sunt cele care prin natura de studiu a fiecăreia se suprapun parțial cu obiectul de studiu al istoriei. Aceste obiecte de studiu pot fi constituite de artefacte sau rămășite umane (i.e. suprapunere cu ramura geologiei numită paleontologie) sau ale activității si organizării umane (e.g. localități preistorice). 
Geografia este știința care se ocupă de studierea pământului. Ca științe auxiliară în domeniul istoriei sunt utilizate geografia istorică, antropogeografie-geografia umană ce se ocupă de răspândirea și activitatea umană și geopolitică care studiază politică unui stat ce este determinată de poziția geografică. 

Geologia este știința care studiază modul de formare a pământului, compoziția și structura sa. Numeroase metode din științe conexe sunt folosite pentru scopul definit mai sus, printre care fizica, chimia si biologia sunt printre cele mai importante. Astfel, ramuri precum geofizica, geochimia si respectiv paleontologia fac parte din setul de metode la îndemâna unui geolog, pe care le utilizează  pentru a reconstrui trecutul si evoluția Pământului. Aceste studii, prin natura lor de a investiga dedesubtul crustei, pot intercepta urme ale activității umane precum si resturi umane conservate (e.g. fosile). Știința istoriei împrumută metode din ramuri ale geologiei precum stratigrafia;  paleontologia; datarea absolută, pentru a obține informații cu privire la perioada in care au trăit, ocupațiile, nutriția, precum si conflictele intre diverse grupuri umane derivate din disponibilitatea anumitor resurse (e.g. minerale, agricole, etc.).
Biologia, alături de ramurile sale, Paleobotanică și Paleozoloologia oferă o serie de concluzii utile cercetării istoriei economice, referitoare la inventarul animalier, culturile agricole, cu impact asupra dezvoltării comunităților umane, precum și un sprijin arheologilor de a interpreta materialul osteologic animalier sau a vechilor culturi de plante ce se găsesc în anumite straturi. Arheobotanica studiază grăuntele de polen și resturile vegetale.
Filologia este știință care studiază limba și literatură unei populații că instrument esențial al comunicării, iar dintre ramurile sale, lingvistică (ce se preocupă de lingvistică istorică), onomastică(ce se preocupă de studierea numelor proprii, alături de ramurile sale: (toponimia-nume de locuri, antroponomia-nume de persoane, hidronomia-nume de ape) și etimologia (originea și sensul cuvintelor) sunt utile cercetării istorice. Argumentul lingvistic este necesar pentru interpretarea vechilor surse scrise. Istoria, la rândul ei , poate fi considerată o știință auxiliară a filologiei.
Antropologia este știință care se ocupă de om, de varietatea raselor și răspândirea acestora pe planetă în funcție de condițiile naturale și cele socio-culturale.
Sociologia istorică este disciplină care se ocupă de studierea vieții sociale, de fenomenele și procesele sociale, urmărind relațiile interumane, fiind extrem de utilă cercetării istorice a societăților din trecut.
Etnologia este știință care urmărește formarea și caracterele fizice ale raselor, iar etnografia se ocupă de activitatea populațiilor și manifestările lor materiale.
Psihologia cu ramură să, psihologia colectivă, oferă informații despre comunitățile umane, prin analiză cadrului social de desfășurare a faptelor și fenomenelor istorice, precum și a mentalității individuale sau colective.
Dreptul este știință care studiază regulile și normele prin care este organizată o societate și instituțiile acesteia și se ocupă de cercetarea obiceiurilor și practicilor juridice a comunităților umane, fiind util pentru stabilirea valorii documentelor și a evoluției instituțiilor juridice din trecut, folosindu-se de diplomatică.
Politologia este știință umanistă care studiază problemele complexe ale politicii, conducerii și deciziei politice, punând la dispoziția istoricului o serie de concluzii importante privind modelele de analiză politică, informații politice sau diverse modele politice din trecut.
Filosofia urmărește manifestările gândirii și simțirii umane din trecut.
Folcloristica e o sursă istorică din categoria celor nescrise, transmisă pe cale orală, contribuind prin creația populară la reconstituirea unor aspecte din trecut, reținute de memoria colectivă prin mijloace artistice.
Statistică, cu ramură să, statistică istorică, este o știință auxiliară majoră a istoriei, fiind utilizată de istoria economică, demografia istorică și genealogie.
Informatică este utilizată că metodă matematică pentru studiul istoric, pentru stocarea și administrarea datelor în format digital.

### Arheologia

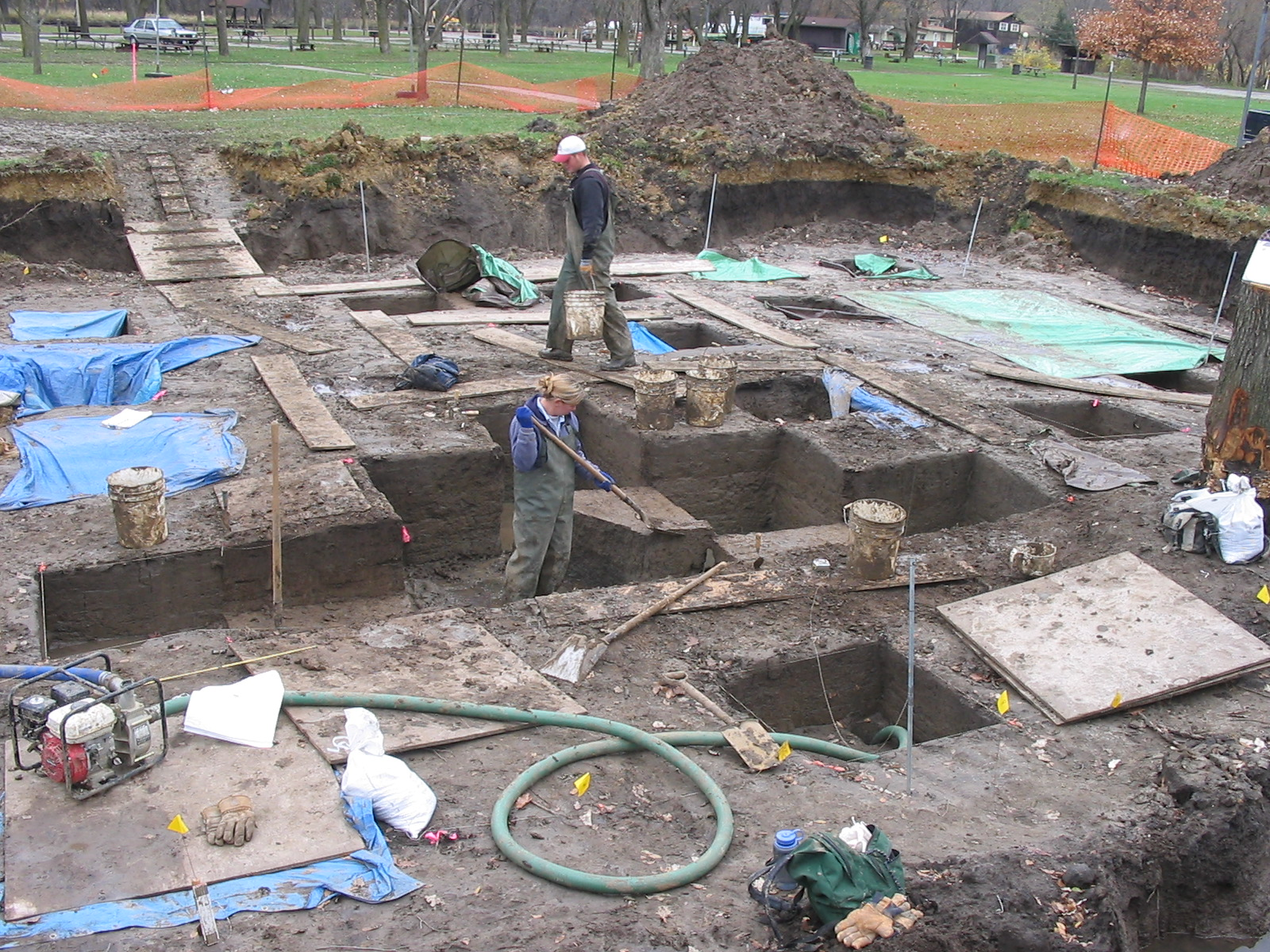
Sit arheologic din Iowa

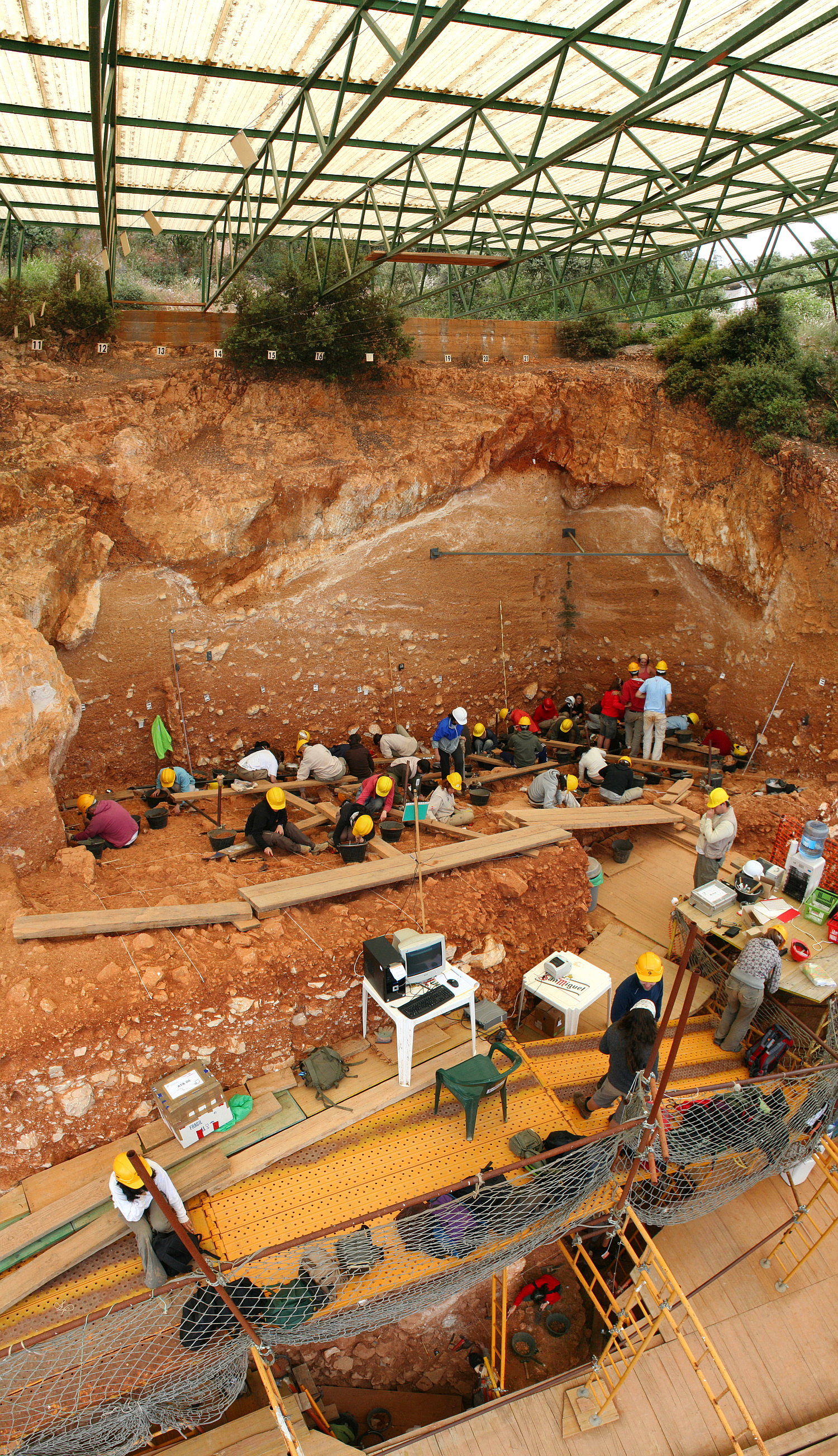
Sit arheologic din Spania

Arheologia (grec. "arhaion"-vechi, "logos"-știință) este disciplină independența cu metode proprii care se ocupă cu dobândirea, interpretarea și sistematizarea datelor, de valorificarea științifică a vestigiilor materiale descoperite în pământ, la suprafață acestuia, în peșteri sau în ape. Arheologia constituie un element esențial pentru reconstituirea culturilor preistorice, și furnizează informații importante pentru perioadele istorice ulterioare, informații ce sunt corobarate cu cele oferite de alte surse. 

S-a dezvoltat de la începerea săpăturilor arheologice din Italia, Grecia și în Egipt. Ramurile arheologiei sunt clasificate în funcție de epoca (cea preistorică, cea medievală) sau în funcție de mediu (cea submarină, cea subterană), cu metode proprii de cercetare. 
Scopul arheologiei este identificarea vestigiilor arheologice, clasificarea, ordonarea cronologică, compararea, salvarea, interpretarea și valorificarea acestora.
Vestigiile materiale formează inventarul mobil cu care poate fi reconstituită cultură umană, în structura, tehnologie și în evoluția acesteia.
Vestigiile materiale pot fi complexe fixe-așezări, necropole, sanctuare, fortificații, drumuri și alte monumente, cât și cele mobile, cuprinzând artefacte, obiecte casnice, arme, piese de podoabă, monede etc.
Arheologia colaborează cu discipline că epigrafia, numismatică, sigilografia, metrologia, cronologia, artă, arhitectură, lingvistică, toponomia, etnografia, etnologia, geografia, paleontologia, geologia, paleoantropologia, paleozoologia, arheobotanica, informatică și arhivistică.
Există culturi vii ale unei populații încă active ce poate fi observată în totalitate și culturi moarte ale unor grupuri, triburi sau civilizații dispărute, a căror apartenența nu pot fi stabilite și pot fi cu greu reconstituite în funcție de loc, împrejurimi, de selecția naturală și obiectivă determinată de perisabilitatea unor materii prime sau de selecția subiectivă determinată de comportamentul uman (războaie, distrugeri, abandon).
Trebuie să existe o anumită masă de vestigii materiale comune cu aspecte și caracteristici comune, descoperite repetat în aceleași situri. Fenomenul răspândit trebuie să fie limitat într-un spațiu bine determinat și să existe un cadru cronologic delimitat.
Denumirea unei culturi se realizează în funcție de o așezare eponimă, după atribuirea etnică sau după manifestări caracteristice.
La un anumit sit arheologic de exemplu, pentru început, se face o documentație și se constituie o baza de date obținute din cadrul muzeelor sau colecțiilor particulare sau după informații publicate. Se obțin date noi prin identificarea și culegerea unor materiale necunoscute. 
Încep săpăturile, prin activitatea de teren fiind dobândite noi informații despre tema cercetată. Noile date sunt prelucrate și înregistrate în liste de inventar. Obiectele sunt analizate și conservate. 
Materialul arheologic este publicat detaliat prin rapoarte preliminare până la monografia culturii sau sitului, cataloage vizate de specialiști și de public, precum și prin repertorii arheologice. 
Urmează analizarea, sistematizarea, determinarea acestor obiecte pentru recompunerea tabloului cultural, fiind realizate o clasificare tipologică, cu sesizarea evoluției formelor și un studiu al răspândirii în spațiu a obiectelor. 
În cele din urmă, se desfășoară interpretarea istorică prin confruntarea concluziilor istorice cu rezultatele descoperirilor arheologice.
În cadrul căutării unui sit arheologic, se efectuează prospectiunea, o operațiune care se desfășoară la suprafață solului, fără acțiuni distructive, cu scopul de a identifica și localiza siturile. 
După ce situl a fost localizat, este cartat și pus sub protecție.
Se efectuează periegeza, o deplasare în teren în scopul de a culege informații de la suprafață solului, cercetătorul plecând întotdeauna cu instrumente necesare (hărți, busola, șpaclul, săpăligă, aparatul foto, sacul pentru adunarea obiectelor) și cu informații obținute anterior în zona respectivă de la descoperiri întâmplătoare ce pot duce la identificarea siturilor importante. Toponomia locului poate oferi indicii importante ale unor situri ascunse, iar fotogrametria-fotografiile aeriene, pot completă informațiile prealabile.
Se realizează măsurători, marcarea pe harta, recoltarea de elemente semnificative precum fragmente de oase sau cioburi și după reîntoarcerea de pe teren, fragmentele găsite vor fi înregistrate și etichetate după dată, locul și condițiile de descoperire.
Se efectuează teledetecția, aerofotogrametria în inflarosu ce permit o vizualizare mai bună a terenului, dar costisitoare, fiind utilizate la scară largă detectoarele de metale.
Urmează efectuarea săpăturilor arheologice prin dezvelirea completă a structurilor și recoltarea obiectelor pe categorii și înregistrarea stratigrafică și a obiectelor, un procedeu prin care artefactele pot fi recuperate și pot fi dezvelite structuri funerare sau locuințe, acoperite de depuneri ulterioare.
Săpăturile arheologice pot fi clasificate în cele de salvare a unor obiecte sau preventive pentru a evita riscul distrugerii prin construcția unor proiecte contemporane. Se fac sondaje de informare și verificare prin săpături mai mici pentru determinarea grosimii stratului și întinderea sitului. Cercetarea arheologică sistematică se face în scopul realizării unei cercetări de lungă durata.
Urmează analiză descoperirilor ce presupune datarea așezării și a obiectelor descoperite prin metodă stratigrafică ce are în vedere observarea succesiunii pe verticală a depunerilor naturale și a stratului de cultură marcat de prezența umană și metodă tipologică ce se aplică la artefacte, morminte, structuri și monumente fixe, precum și pentru clasificarea acestora.
Se mai pot efectua analize combinatorii de la tipologie la metode precum cea comparativă, cartografică, prin analiză polenului, testarea fluorului, dendrologie și metode arheomagnetice și radioactive (Carbon 14).
Ultima etapă importantă este cercetarea în laborator prin care materialul descoperit este prelucrat, tratat, desenat, fotografiat, etichetat, datat, curățat chimic sau mecanic, stabilizat, reconstruit și conservat în cadrul unei investigații tehnice cu tratament adecvat prin care se urmărește tehnologia de fabricare și structura materiei prime.

### Geografia istorică

Variatii de CO2 in istorie

Geografia istorică este rezultat în urmă legăturilor strânse dintre istorie și geografie. Preia mediul de la geografie și evoluția socială de la istorie, reprezentând studiul interdependentei, în timp, a mediului natural și a societății umane. 
Izvoarele cartografice reprezintă o categorie importantă de surse istorice.
Identificarea și localizarea în teren a informației istorice se realizează cu ajutorul geografiei istorice. 
Alături de metodă comparativă, critică și statistică, prin intermediul metodei cartografice se pot oferi noi concluzii cercetătorului. 
Climatologia istorică presupune studierea preocupărilor umane în legătură cu mediul înconjurător și stabilirea precisă și amănunțită a variațiilor climatice prin alcătuirea unor serii sau cicluri climatice.
Dendroclimatologia interpretează aspectul inelelor de creștere concentrică ale arborilor prin care se pot atestă condiții meteorologice dificile sau favorabile pentru civilizațiile anterioare.
Înrudită cu dendroclimatologia este metodă fenologică care observă fenomenele vegetale din trecut. 
Metodă glaciologică observă perioadele succesive de răcire și încălzire a vremii, cu influențe asupra dimensiunii ghețarilor.
De asemenea, sunt studiate sedimentele depuse pe fundul marilor, oceanelor și lacurilor prin a căror compoziție sau structura se poate identifica evoluția climei.
O altă metodă de cercetare climatologică este cea a studierii ritmului de creștere a lichenilor-lichenometrie.
După observațiile geografice și climatologice se poate atestă dacă grupările umane au fost sedentare sau nomade.
Prin intermediul geografiei istorice se pot obține informații despre dezastre naturale, seisme, erupții vulcanice sau epidemii ce au devastat sau distrus civilizații anterioare sau se pot obține informații despre ce fel de resurse au fost extrase și prelucrate.

### Demografia istorică

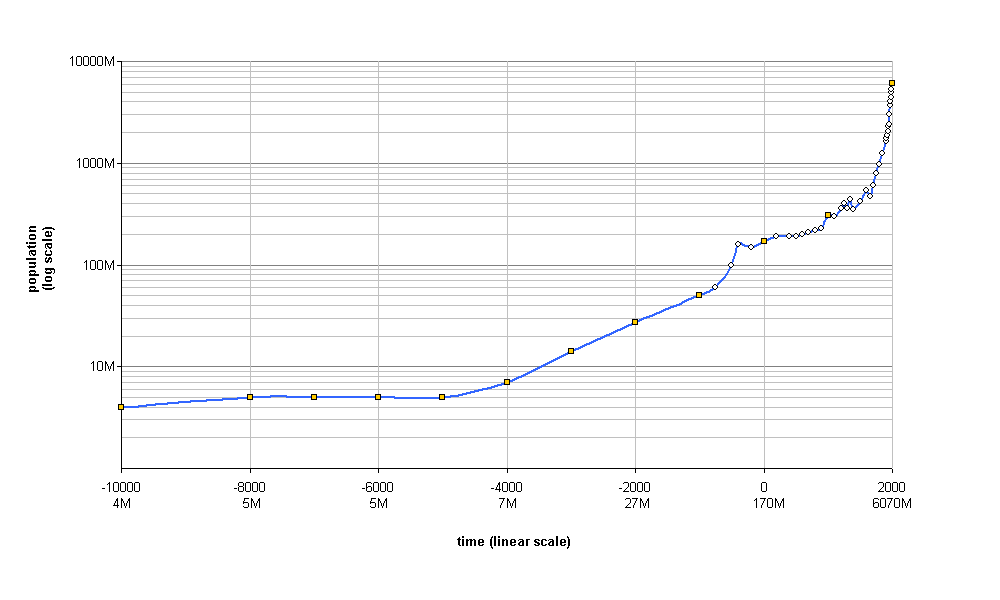
Statistica demografica de-a lungul istoriei

Demografia (demos-popor graphein-descriere) este știință care se ocupă de studiul populațiilor, fiind în strânsă legătură cu societatea, economia, mediul înconjurător și habitatul, explicând tendințele de lungă durata și făcând apel la istorie, antropologie, etnografie sau folcloristica. 

Rolul demografiei are rolul de a descrie și analiză populația, familiile, structura de vârstă, dinamică, fluxurile migratorii, urbanizarea și fenomenele demografice că natalitatea, fertilitatea, nupțialitatea, divorțialitatea și mortalitatea și cel de a caută cauzele unor fenoneme demografice. Studiile de demografie vizează politicile demografice, legislația, politice sociale cu impact demografic, metodele și modelele de analiză, și estimarea prospectivă a populației.
Sursele demografice pot fi inventarele, socotelile, urbariile, registrele de dijma, actele de stare civilă, anchetele și lucrările cu caracter statistic, intorcmite prin recensăminte, ținând seama însă și de tendința de evaziune a bunurilor și a persoanelor având în vedere posibilitățile de înregistrare limitate din trecut. 
Un domeniu de activitate al demografiei istorice este acela de reconstituirea familiilor, pe baza registrelor parohiale și ale evidențelor de stare civilă. Prin istorie socială, se poate evidenția vechimea unei familii și ascensiunea ei socială. 
Pe baza datelor privind nupțialitatea (trebuie luat în vedere și concubinajul și celibatul), se poate află numărul de căsătorii și numărul locuitorilor dintr-o regiune sau țară, numărul nașterilor și numărul deceselor.
Populația raportată la suprafață geografică locuită de această constituie densitatea populației, care vizează analiză distribuirii în teren geografic și spațial a populației, a gradului de ocupare a mediului , a repartiției resurselor naturale și a mijloacelor de subzistență.
Se poate constată mișcări de populație, cea internă sau externă (emigrare sau imigrare) și tranziția populației sau revoluția demografică prin trecerea de la regimul demografic vechi ce se caracterizează prin natalitate și mortalitate crescute la cel modern/industrial care se caracterizează prin scăderea numărului de nașteri și decese prin creșterea mediei de viață și a nivelului de trăi.

### Statistică istorică
Statistică istorică este o știință ce permite istoriei să obțină concluzii cantitative în legătură cu faptele și evenimentele istorice din prezent și trecut. Există o statistică socială care face referire la realitatea socio-umană și o statistică istorică care prin intermediul instrumentelor, tehnicilor și metodelor statistice se studiază trecutul omenirii.
Termenul de statistică a apărut în secolul al XVIII-lea, ulterior apărând ramuri ale statisticii: cea demografică, cea socială, economică și cea istorică. 
Apar însă dificultăți când datele statistice lipsesc sau sunt incomplete, astfel, istoricii trebuie să se bazeze și pe date lacunare.

## Arhivistica si stiintele auxiliare minore
Arhivistica este stiinta care se ocupa de crearea, conservarea si utilizarea si pastrarea arhivelor ca documente. Permite realizarea unor cercetari fundamentale si aplicative a documentelor scrise pe suport perisabil, in vederea stabilirii celor mai bune solutii de ordonare, selectionare, inventariere, conservare si valorificare a acestora. 
Cele mai vechi arhive dateaza din antichitate, iar in evul mediu, s-au diversificat, aparand arhivele puterii centrale si arhive ale institutiilor administrative locale si teritoriale, ale oraselor, breslelor si particularilor, ulterior a comunitatilor satesti libere. Din sec, XV-XVI au devenit secrete, accesul la acestea fiind restrictionat, iar iluministii s-au opus acestei practici pentru ca doreau sa studieze materialul istoric. 
Primele lucrari de arhivistica au fost facute in secolul XVI, multi autori ca Johan Peter Zwengel, Iacob de Raemingen sau Bonifaciu Baltazar discutand despre modul de organizare a cancelariei si registraturii. In sec. XIX-XX s-au formulat reguli in privinta pastrarii si utilizarii documentelor. Arhivistica si-a largit campul de cercetare si a perfectionat metodele de cercetare, impartindu-se in ramuri:
- teoria arhivistica/arhivologia-se ocupa de terminologie, metodologie, istoricul arhivelor, dreptul arhivistic
- practica arhivistica/arhivotehnia ce se ocupa de problemele legate de registratura, evidenta, selectionare si valorificare
- arhivoeconomie-conservarea documentelor si fondurilor arhivistice.

Arhiveconomia este localul unde sunt adapostite arhivele ce trebuie sa intruneasca o serie de conditii , legate de amplasament, izolare de exterior, dotarea cu sali pentru depozitare, de cabinete de lucru ale arhivistilor, sali de studiu, pentru conferinte, expozitii, sali ale inventarelor si fisierelor, laboratoare. 

### Paleografia si stiintele inrudite cu aceasta

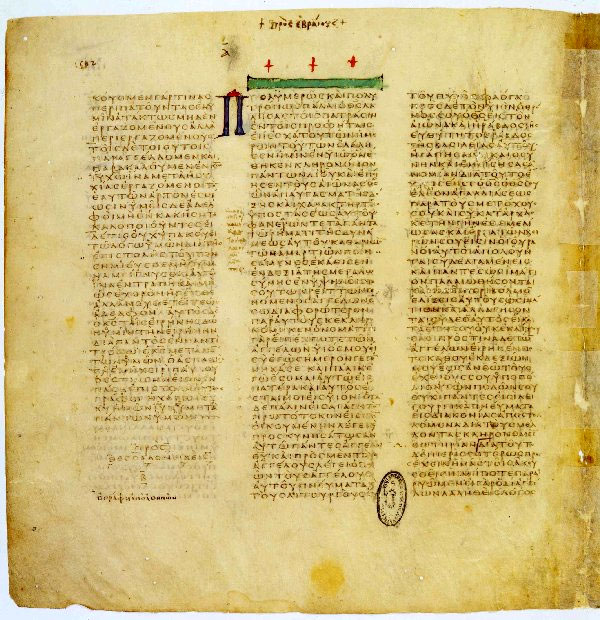
Codex Vaticanus

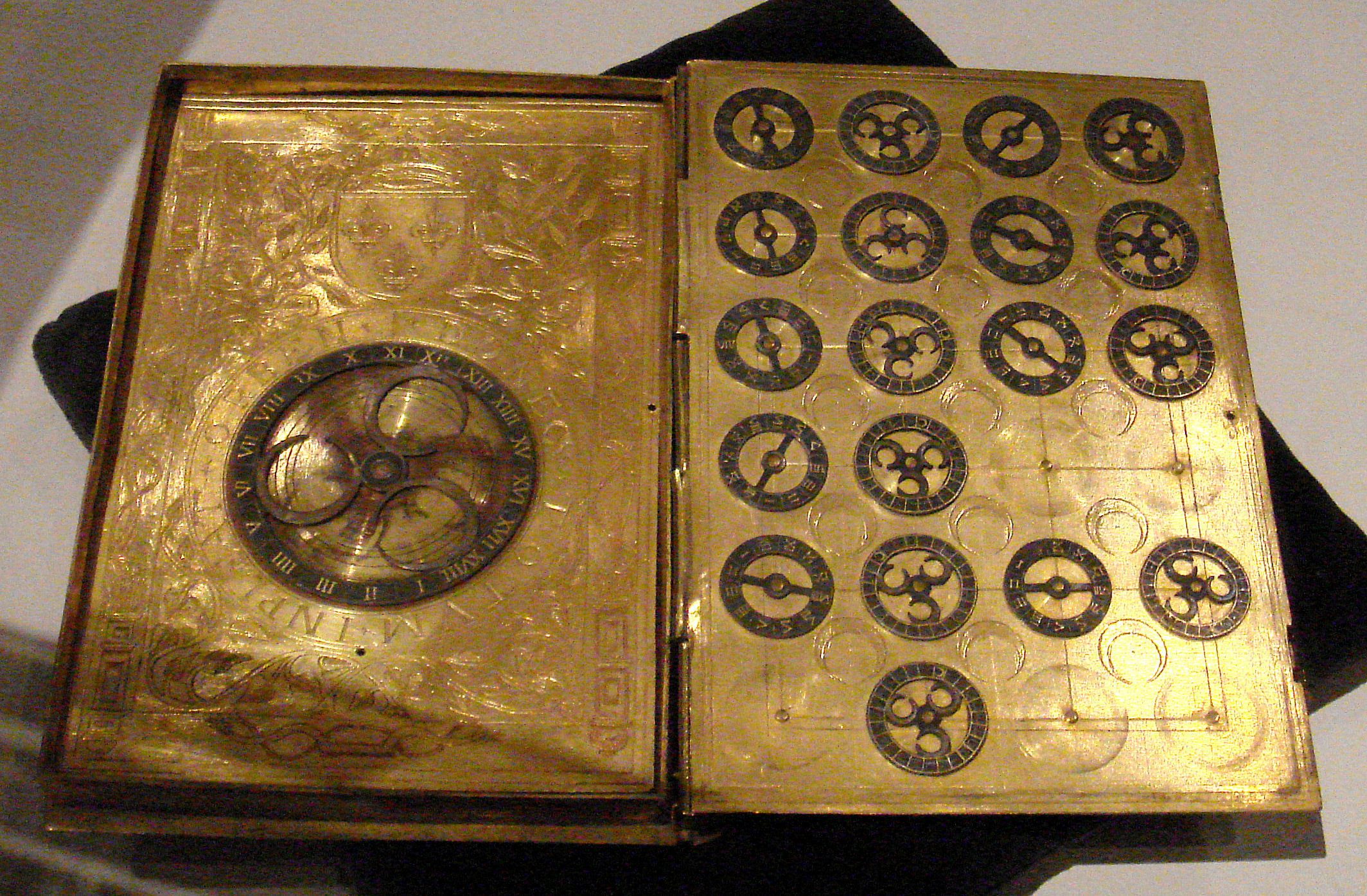
Masina de criptare din secolul XVI

Paleografia este stiinta auxiliara a istoriei care pune la dispozitie mijloacele necesare citirii scrierilor vechi pe material fragil. Paleografia studiaza si materialul pe care a fost scris textul, instrumentele si lichidele scrisului. 
Prima lucrare științifică din
domeniul paleografiei îi aparține lui Bernard de Montfaucon, care punea în circulație acest termen în cadrul unei lucrări intitulate Palaeographia graeca (Paris, 1708). Metoda folosită de acesta se referea la observarea grafiei textelor datate și aplicarea rezultatelor obținute asupra textelor nedatate. Acest manual de paleografie discuta despre material și instrumentele de scris, periodizarea scrierii, prescurtările, critica textelor și datarea.
Paleografia este absolut indispensabilă oricărui specialist care se cercetează scrierile vechi; citirea corectă a acestor izvoare permite înțelegerea exactă a fenomenelor specifice diverselor perioade istorice. Paleograful trebuie, prin urmare, să deosebească copia de autentic și falsul de original, să poată identifica, localiza și data textele, în funcție de particularitățile grafice ori de conținut, ca și de cele legate de formular. Trebuie avut în vedere că manuscrisele au cunoscut o evoluție mai înceată a scrierii, aceasta fiind uneori foarte conservatoare în cadrul mănăstirilor.
Initial, paleografia s-a ocupat de studierea tuturor textelor scrise, dar treptat au aparut diferite discipline ce s-au inrudit cu aceasta:
- epigrafia-inscriptiile de pe materiale dure
- sigilografia
- numismatica
- diplomatica-cercetarea autenticitatii unui document , deosebirea copiilor de original sau de concept, localizarea si datarea textelor neidentificate codicologia
- tahigrafie-cerceteaza scriere rapida
- semiologia-cerceteaza semnele muzicale
- qumranica-cerceteaza manuscrisele de la Marea Moarta
- criptografia
- criptologia - descifrarea textelor cifrate
- papirologia-studierea documentelor scrise pe papirus
- filigranologia -se ocupa de datarea surselor paleografice
- lingvistica - se ocupa de studiul limbii pentru o datare mai stransa si stabilirea autenticitatii
- heraldica
- bibliologia
- iconografia
- metrologia
- genealogia
- sigilografia -se ocupa de legendele sigiliilor
- cronologia - se ocupa de utilizarea grafiei pentru descifrarea datelor si evolutia scrierii
- onomastica
- toponomia
- grafologia-stiinta scrisului ce urmareste particularitatile individuale in vederea stabilirii autenticitatii a unor documente, precum si ale trasaturilor de caracter ale autorului

Filigranologia este o ramura specializata a paleografiei si studiaza reprezentarile de figuri si litere, liniile imprimate in hartie si se ocupa de realizarea cataloagelor de filigrane.
Criptologia cerceteaza textele vechi cifrate avand in vedere ca literelor, cifrelor si cuvintelor li se atribuie valori diferite de cele comune. Exista de asemenea criptofonie-vorbirea secreta realizata prin pronuntarea inversa a cuvintelor sau introduse de silabe parazitare. Primele tratate de criptare au aparut in secolul XVI: Traité des chiffres ou secrétes manières d'écrire, scris de Blaise de Vigenère, la 1586. 
Metoda criptarii mesajelor este utilizata si in prezent in domeniul militar si cel diplomatic.

### Diplomatica
Diplomatica studiaza structura si cuprinsul documentelor scrise, de natura juridica, in vederea stabilirii autenticitatii acestora. In sarcina diplomatistului intra studierea locului unde s-a creat si s-a pastrat documentul. 
Diplomatica a aparut in secolul XVII, iar primele reguli privind verificarea autenticitatii actelor au fost stabilite de papa Inocentiu al III-lea. Diplomatica se afla in stransa legatura cu paleografia, cronologia si sigilografia.
Pentru a realiza critica documentelor, diplomatistul trebuie sa aiba cunostinte generale si speciale si trebuie sa se ocupe de studierea documentului in sine, de analiza formala si de continut si sa studieze mediul în care s-a creat si s-a pastrat documentul. 
Diplomatic, actele se impart in acte juridice, scrisori fara scop juridic , inscrisuri diverse, acte publice emise de autoritati, acte private emise de persoane particulare, probatorii care aveau rolul de a dovedi ceva, dispozitivele-acte care ajutau la savarsirea actiunii juridice. Dupa modul de prezentare, actele se impart in cele deschise, acte inchise, subiective, obiective. Dupa continut se impart in privilegii, donatii, acte de vanzare-cumparare si testamente. 
Actele au fost transmise sub diverse forme: ciorna, original si copie. 

### Cronologia

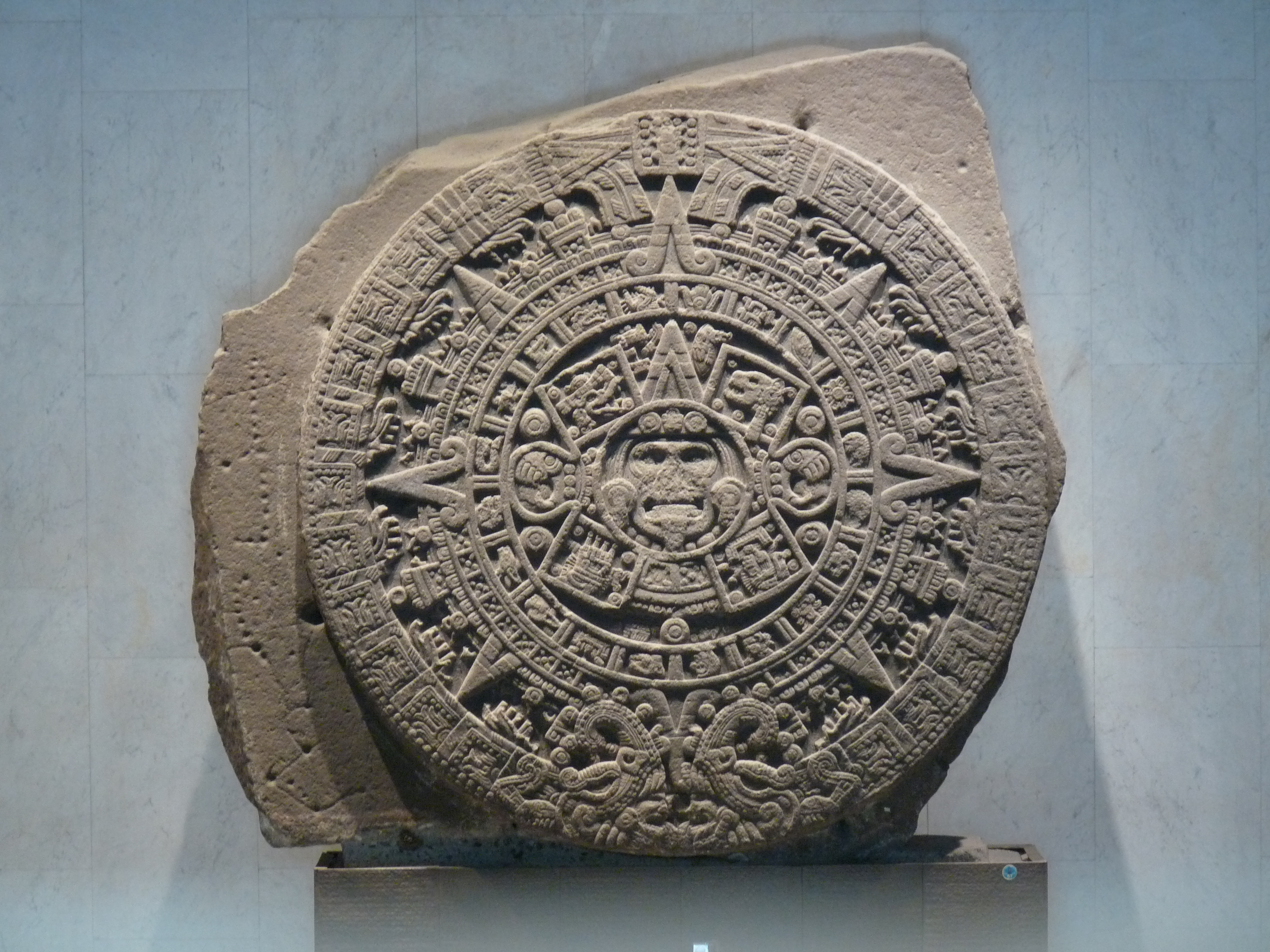
Calendar aztec

Cronologia studiaza unitatile vechi de masurare a timpului in scopul de a le transforma in sistemul actual. Are doua ramuri: cronologia tehnica care realizeaza masuratori ale timpului pe baza observatiilor astronomice si cronologia istorica. 

### Sigilografia

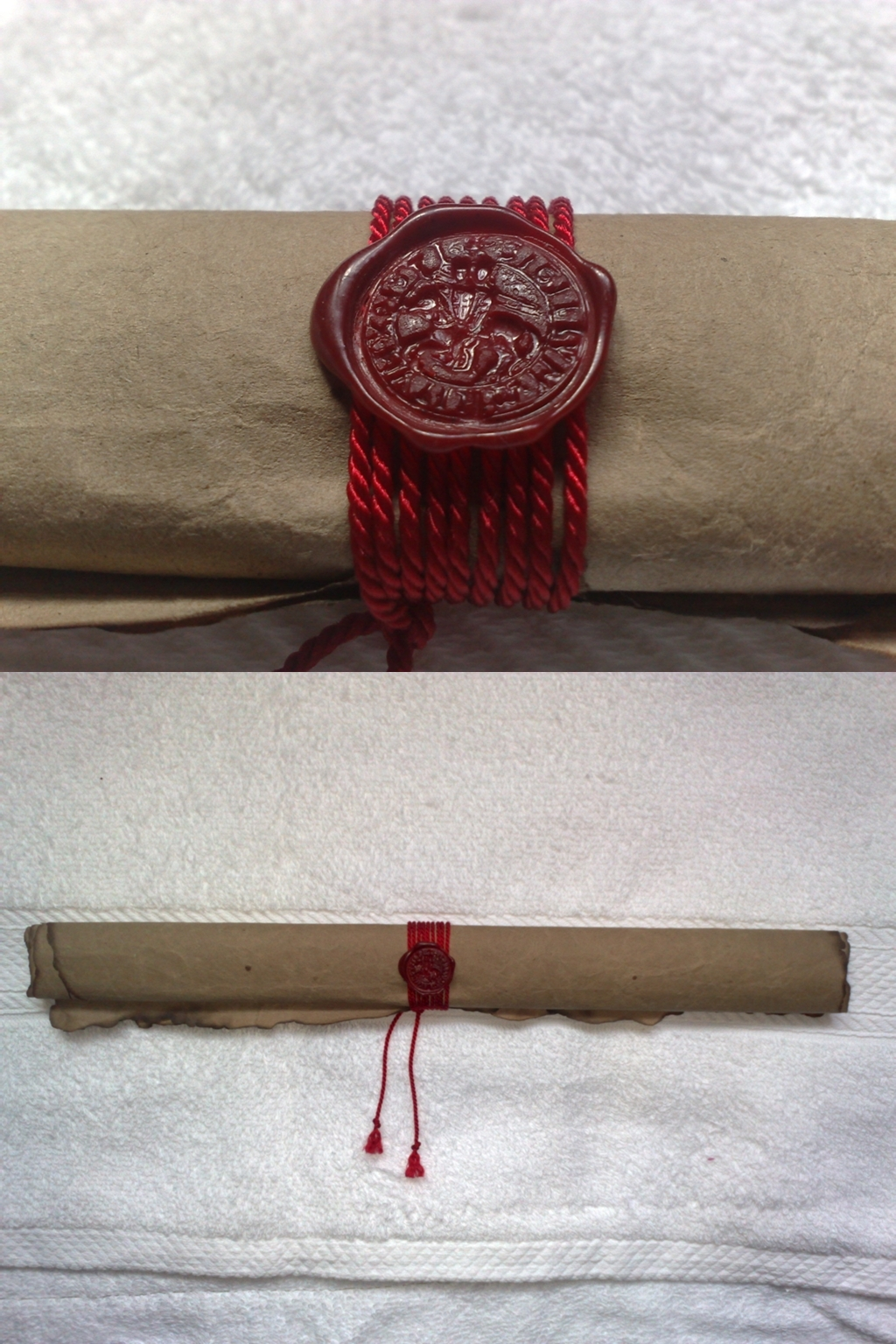
Sigiliu

Este stiinta auxiliara istorica care se ocupa de studierea pecetilor, sigiliilor, analizand impresiunea lăsata de tiparul sigilar si de tiparul sigilar. Sunt studiate istoric, artistic, tehnic, juridic si diplomatic, dimensiunile sigiliului, forma, culoarea, emblema, legenda, modalitatile de aplicare la suport si valoarea probatorie a unui sigiliu. Sigiliul este un mijloc de a pastra secretul corespondentei, de a garanta autenticitatea unui act. Sigilografia este inrudita cu heraldica si filatelia, si din aceasta s-a desprins stampilografia. 
Filatelia studiaza marcile postale si timbrele, dovezi ca s-a achitat taxa de expeditie.

### Genealogia

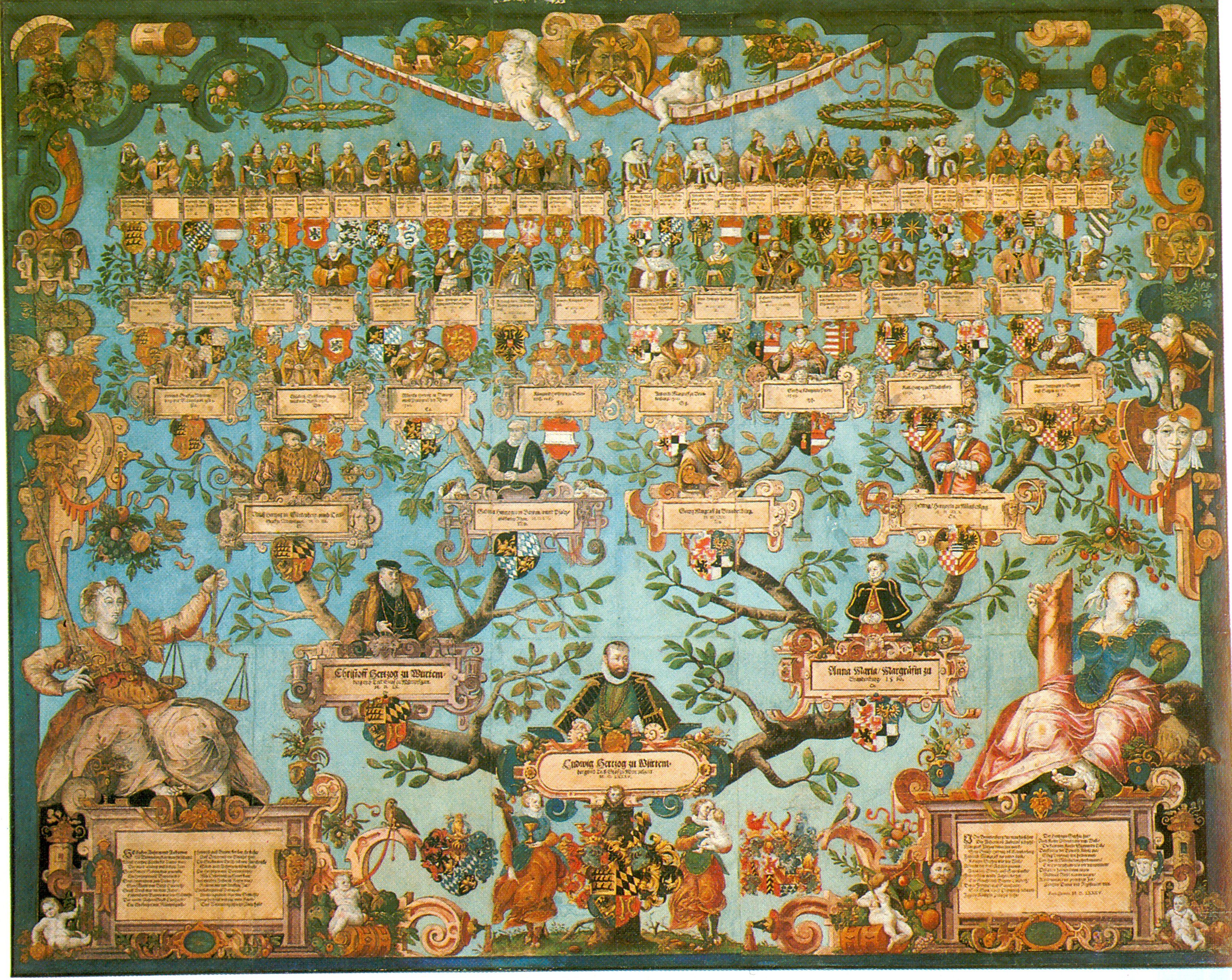
Arborele genealogic a lui Ludwig

Genealogia se ocupa de originea si evolutia familiilor si a neamurilor inrudite, de ascendenta, descendenta si structura acestora, de rolul inrudirilor. 
Genealogia nu se ocupa de stabilirea apartenentei a unor indivizi la o familie nobiliara sau de stabilirea vechimii a unei familii, ci se ocupa si de grupuri sociale pentru a reconstitui evolutia acestora sau locul si rolul lor in structura statala.

## Stiinte muzeale

### Muzeologia
Muzeologia este stiinta muzeului ce se diferentiaza de muzeografie, reprezentand aplicarea principilor de ordin general in realizarea concreta a unui muzeu sau expozitie.
Muzeologia obiectului presupune modul de functionare si prezentare a muzeului bazat pe obiecte. Muzeologia ideii se bazeaza pe cunoastere, obiective si concepte, aceasta fiind posibila odata cu intrarea in era digitala, media si a comuncarii.
Obiectul este pus in serviciul ideii, forma sa de prezentare fiind mai interactiva. S-a dezvoltat astfel muzeologia punctului de vedere, avand ca obiectiv principal vizitatorul, caruia i se ofera mai multe puncte de vedere.
Se utilizeaza conceptia teoretica de selectie tematica a expunerii si forma ambientala de prezentare a obiectelor prin arhitectura, mobilier, sisteme de iluminare. Au aparut notiuni ca "industrie muzeala"si "business muzeal".
Muzeografia a aparut in 1727 cand la Hamburg a aparut o lucrare destinata iubitorilor de arta, fiind numita "Muzeografie", scrisa de Gaspar Neickel ce oferea sugestii privind organizarea unui muzeu: cladirea, climatul adecvat, conditiile pentru conservare, categorisirea obiectelor in "naturalia"si "curiosa artificialia". Muzeele erau initial cladiri care adaposteau colectii eterogene, simple depozite care organizau expozitii subiective si aleatorii. Din 1883, muzeologia devenise stiinta.
Termenul de muzeu provinde din limba greaca si cea latina (museion sau museum), fiind locuri unde se adunau filosofii, ce cuprindeau colectii , sali de anatomie, parcuri zoologice si botanice, ca museionul din Alexandria.Erau depozite, numite "thesaurus"care pastrau opere de arta si daruri ce nu erau expuse in temple. 
Se organizau pinacoteci, galerii de pictura. Muzeul coexista cu biblioteca, bibliotecile fiind decorate cu statui inscriptionate. Marii patricieni detineau colectii de arta expuse in piete, gradini, temple si teatre.
Si in evul mediu s-a mentinut tezaurizarea, manastirile colectionand piese valoroase in clisiarnite, iar marile catedrale pastrau tezaure.
Erau indivizi ce detineau colectii particuare, mai ales in Italia, cand cardinalul Giordano Orsini din Roma a creat un cabinet de antichitati. Lorenzo Magnificul detinea o colectie de manuscrise si geme. In secolul XV, erau colectii de tapiserii, picturi flamande, fildesuri, covoare orientale, stampe, instrumente muzicale, sculpturi antice.
Apar cabinete de curiozitati, cu obiecte antice si fosile preistorice, cu pavilioane pentru observatii astronomice, experimentari si cercetari de alchimie. Ia nastere Muzeul Istoric sau Muzeul de Antichitati, care acorda atentie personalitatilor si cuprindea monede si efigii ale imparatilor, portrete ale poetilor si filosofilor. 
Sunt organizate muzee langa universitati, devenite laboratoare de studiu. Prima institutie muzeala moderna a fost British Museum din Anglia, in 1753, fiind reunite mai multe colectii in scopul cercetarii. Bazele muzeografiei moderne au fost puse in Franta, in urma activitatii enciclipedistilor ce doreau organizarea sistematica , conservarea si restaurarea colectiilor. S-a format treptat muzeul public. In 1791 s-a deschis Muzeul Luvru.
Muzeele actuale sunt institutii stiintifice cu caracter pluridisciplinar si functii educative , care cerceteaza, conserva si valorifica patrimoniul in interesul publicului.
S-au format organizatii nonguvernamentale ce se preocupa de conservarea patrimoniului: UNESCO, ICOM, ICOMOS, ICCROM. 
Muzeele desfasoara expozitii de baza si cele temporare.
Sunt muzee de istorie, de arta, de stiintele naturii, muzee tehnice , militare, sau cele etnografice. Si casele memoriale , castelele, cetatile si institutiile pot deveni muzee. Se organizeaza muzee si in aer liber.
Pentru a se realiza o expozitie, este cules intregul material informativ, se grupeaza intr-un sistem coerent dupa criterii, sunt selectionate obiecte si documente, fiind adaptate la spatiul existent. Este intocmit planul definitiv de expunere pana la cele mai mici detalii, fiind realizate machete si afise cu fotografiile exponatelor si sunt stabilite toate elementele auxiliare.

### Epigrafia
Epigrafia se ocupa de studierea inscriptiilor de pe material dur, ca piatra, metalul, ceramica, caramida, osul sau lemnul. 
Este in stransa legatura cu paleografia. Interpreteaza din perspectiva istorica si artistica monumentele sau obiectele pe care s-a realizat scrierea. 
Epigrafia s-a constituit ca stiinta in secolul XIX, aparand multe colectii de inscriptii antice.
Textul epigrafic era realizat prin sapare si excizie in piatra, prin incizie , excizie si gravare pe metal , prin pictare sau sculptare pe lemn si prin tesere si brodare pe textile. Se utilizau tipuri de semne grafice capitale, cu colturi ascutite sau minuscule si gotice. 
Erau sapate pe material dur legi, decrete, decizii, acte administrative, inscriptii onorifice, intelegeri diplomatice, contracte, texte funerare.

### Heraldica
Heraldica este stiinta auxiliara a istoriei care se ocupa cu compunerea si explicarea stemelor a unor familii nobile, biserici, unitate administrativa sau oras, cu explicarea figurilor heraldice si a caracteristicilor acestora, prin studierea si descifrarea simbolurilor si devizelor de pe scuturi, precum si cu descrierea si impartirea scutului, cu interpretarea culorilor, smalturilor si cu istoricul si terminologia emblemelor privind stemele si blazoanele.
Heraldica e compusa din stiinta heraldica care cuprinde principiile teoretice si arta heraldica prin care sunt transpuse principiile teoretice, fiind studiate evolutia iconografica a unor steme.
Arta heraldica s-a dezvoltat in evul mediu, mai ales in perioada cruciadelor. Se utilizau ca surse de reprezentare sigiliile, monedele, monumentele, pietrele tombale, piesele de mobilier, scrisorile de innobilare, diplomele si atlasele. 
Erau utilizate ca simboluri heraldice lei, vulturi, cruci, mierle, serpi, monstri. Din secolele XIII-XV se utilizau ornamente si coiful. Din secolul XVI a inceput declinul, ca in epoca moderna sa dispara in urma aparitiei statelor nationale si asociatiilor.
Stema era deseori reprezentata pe scut, avand rol de protectie, reprezentand realizari si victorii militare ale posesorului, alaturi de animale si obiecte sacre, ce scot in evidenta calitati si trasaturi ale familiilor si dinastiilor, ulterior a statelor.
Smalturile erau reprezentari grafice ale metalelor pretioase ca aurul ce simboliza bogatia sau dreptatea, argintul ce reprezenta corectitudinea, sau culori ca rosul ce era un simbol al curajului si dragostei si albastrul ce era simbol al sperantei si credintei, negrul-simbol al modestiei, verdele-simbol al libertatii si tineretii, deseori reprezentate in linii orizontale , verticale sau incrucisate. Mai erau redate blanurile reprezentate de sangeap.
Apar figuri naturale-astre, animale, plante, fenomene naturale, elemente din mediu, membre de animale, flori, precum si figuri artificiale, realizate de om ,precum arme, castele, coroane sau corabii. Mai erau redate si figuri himerice precum cele mitologice ca dragonul. 
Pe scut apareau coiful, coroana, cimierul, lambrechinii, deviza heraldica si suportii animalici.
Mai erau armoariile vorbitoare, blazoane care aratau numele familiei. Erau si steme de pretentie sau de revendicare, steme de concesie, steme de patronaj, steme de demnitate, steme de corporatii, comunitati, asociatii, de unitati administrative, de orase , sau ordine religioase,

### Numismatica
Numismatica este stiinta auxiliara a istoriei care are ca obiect de studiu moneda, avand in vedere descrierea tipurilor monetare, descifrarea legendelor, analizarea materialului din care sunt confectionate si a tehnicii de batere, stabilind raporturi si echivalente cu diferite monede, implicand studierea circulatiei monetare de ansamblu.
Moneda connstituie o sursa importanta de cunoastere istorica, analizand aspectele economice, politice, culturale si sociale ale societatilor. Poate furniza informatii despre personalitati, divinitati si fapte istorice.
Se urmaresc conditiile în care s-a exercitat dreptul monetar, iconografia monedei, stabilirea monetariilor si a duratei lor de functionare, denumirea, emblemele heraldice, portretul, curentele artistice. Preocupari de numismatica s-au manifestat in antichitate si in renastere. Din secolul XIX, s-au adaugat studiului numismatic si medaliile. In 1891 s-a organizat primul congres internationa de numismatica.
Denumirea monedelor medievale au la baza anumite criterii: culoarea, corespondenta in sistemul ponderal, numele emitentului, titlul emitentului, localitatea.
Numismatica descriptiva se ocupa de descrierea detaliata a monezii dupa dimensiuni, forma, greutate, metalul din care a fost confectionat, imaginile de pe revers si avers care pot fi de tip heraldic sau iconografic, titlul, numele si titlul suveranului. 
Metrologia numismatica studiaza sistemul de masuri si cel valoric al monedelor, etalonul monetar si acoperirea in aur a valorii acestora.
Medalistica studiaza medaliile si plachetele comemorative, sub aspectul efigiei si inscriptiei.
Insignografia se ocupa de problematica insignelor, gravate cu un simbol sau inscriptionate ce indica apartenenta la o organizatie politica, culturala sau stiintifica.

### Metrologia
Metrologia se ocupa cu studierea sistemelor de masura utilizate in trecut, ce se regasesc in documente si in muzee, fiind analizate evolutia si adaptarea acestora la sistemul de masura modern, servind la localizarea sau datarea unui document ce face referiri la anumite unitati de masura specifice unui spatiu sau perioade istorice. 
Din antichitate, unitatile de masura erau exprimate prin dimensiuni ale corpului uman. In privinta greutatii, s-au folosit diverse ponduri.

### Vexilologia
Vexilologia este stiinta care se ocupa cu studierea culorilor si insemnelor de pe steaguri, drapele si stindarde.
Steagurile au aparut ca insemne de recunoastere a unui grup uman sau a unei armate pe campul de lupta, pe care erau reprezentate simbolurile heraldice sau simbolurile nationale. Erau utilizate si in timpul misiunilor diplomatice, fiind arborate la sedii si ambasade precum si la festivitati, vizite de stat sau reuniuni internationale. In prezent, sunt steaguri care arata apartenenta la cluburi, asociatii sau partide politice.
Partile componente ale unui drapel sunt flamura, cu sau fara reprezentare heraldica, hampa-manerul din lemn sau metal pe care este fixata flamura, crestetul de care se prinde drapelul, sub forma unui varf de lance, talpa, franjurii si ciucurii.
Vexilologia heraldica analizeaza mentalitatile epocii prin intermediul culorilor heraldice sau simbolurilor.